# Nederlandse Spoorwegen

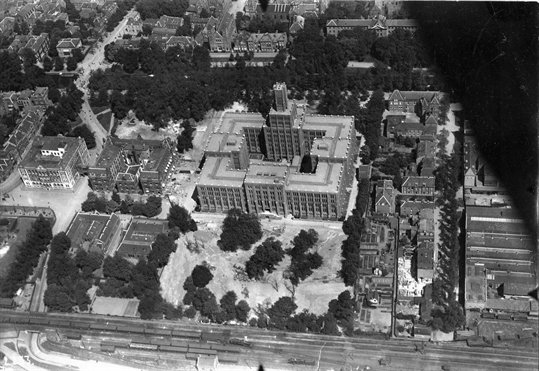
Luchtfoto uit omstreeks 1922 met de eerste drie hoofdgebouwen van NS. In het midden van de foto staat HGB III (De Inktpot, nu hoofdkantoor van ProRail). Links daarvan respectievelijk HGB II en HGB I. Onderaan de foto zijn de spoorlijnen van Station Utrecht Centraal te zien

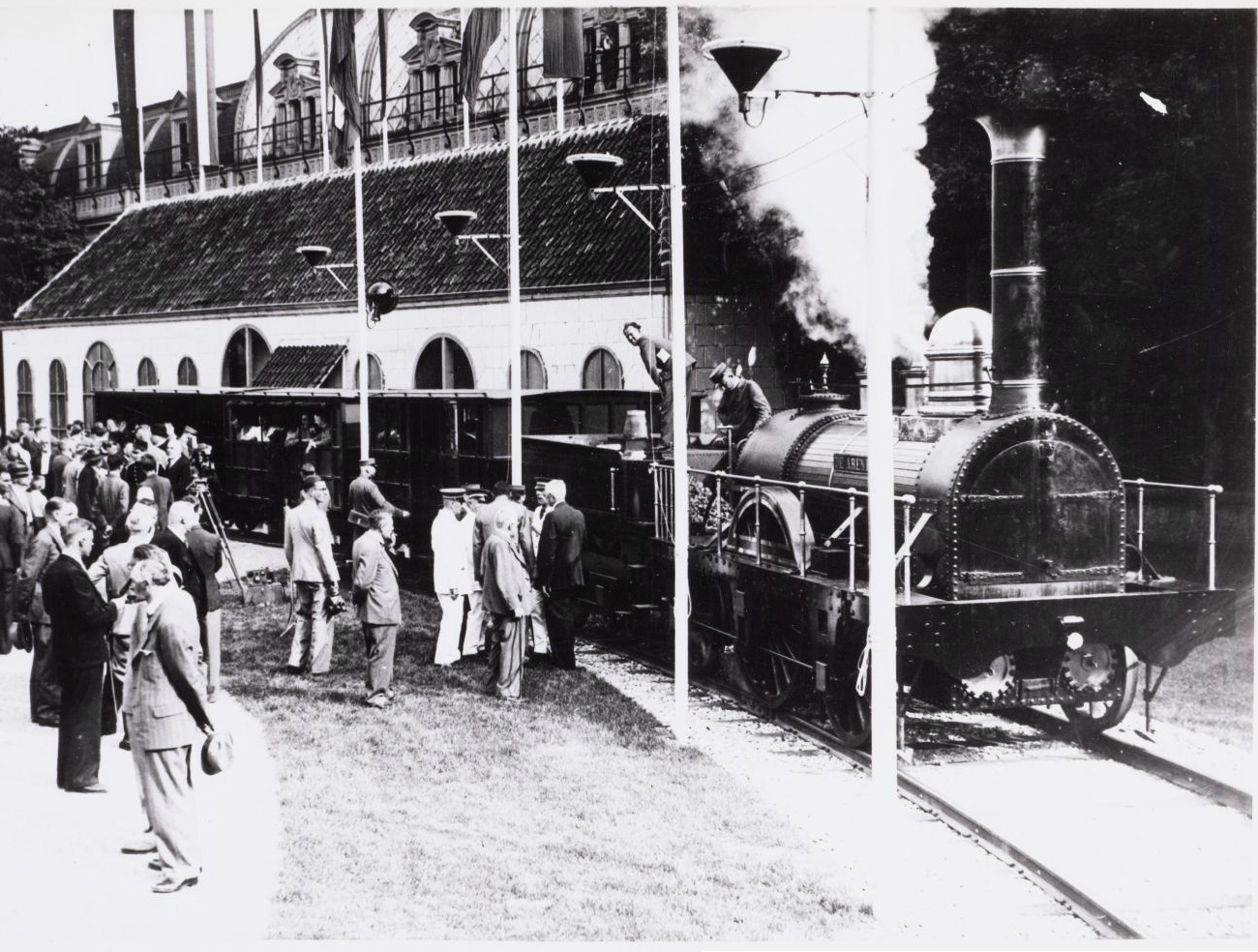
Tentoonstelling 'De Trein 1839-1939', op het Frederiksplein in Amsterdam in 1939 met het nagebouwde station d'Eenhonderd Roe, met replica van locomotief de Arend

N.V. Nederlandse Spoorwegen (NS) is een Nederlandse spoorwegmaatschappij en naamloze vennootschap, waarvan de aandelen in handen zijn van de Nederlandse overheid. Dit semioverheidsbedrijf werd opgericht in 1938 en was tot en met 1994 de enige eigenaar en beheerder van alle spoorlijnen in Nederland, de stations en personenmaterieel.

## Zie ook

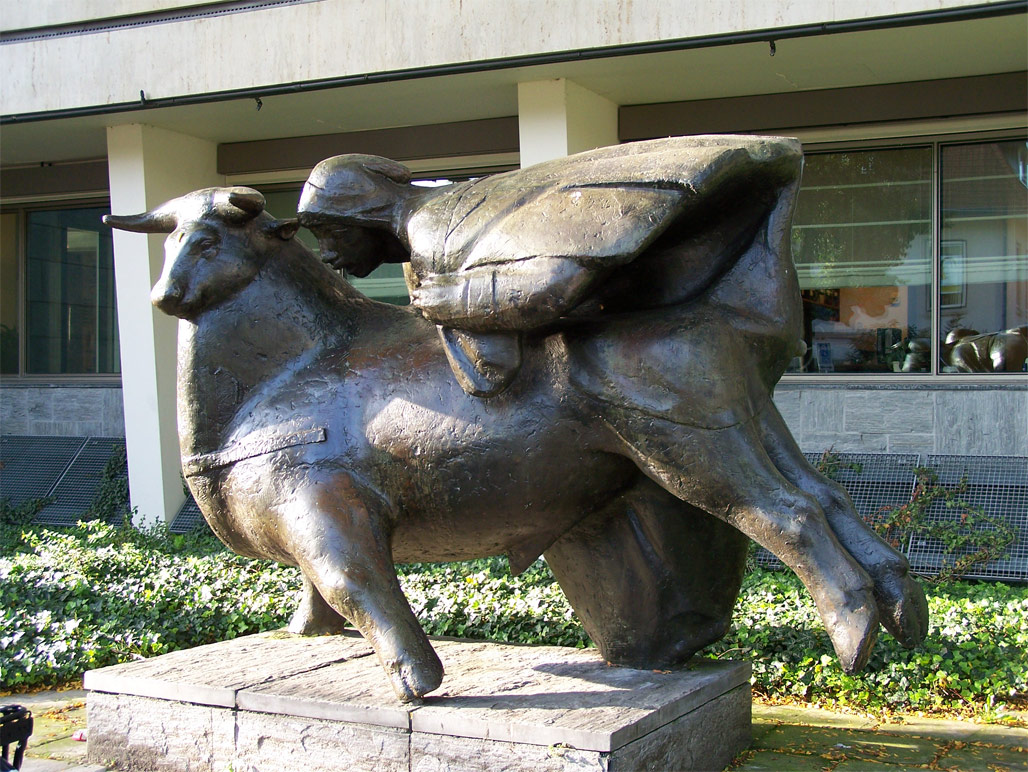
Gift van de Nederlandse Spoorwegen: Stier met berijder van Paul Grégoire (1967) aan de Mariaplaats, Utrecht.

## Geschiedenis

### Tarievengemeenschap (1911–1917)

Kilometerboekje van de vier spoorwegmaatschappijen

Als eerste voorbereiding op samenvoeging tot een landelijk spoorwegnet hebben op 5 januari 1911 vier spoorwegondernemingen, de Hollandsche IJzeren Spoorweg-Maatschappij (HSM), de Maatschappij tot Exploitatie van Staatsspoorwegen (SS), de Nederlandsche Centraal-Spoorweg-Maatschappij (NCS), een dochtermaatschappij van de SS, en de Noord-Brabantsch-Duitsche Spoorweg-Maatschappij (NBDS) dezelfde tariefstructuur ingevoerd met kaartsoorten en abonnementen die geldig waren op alle lijnen. De tarieven werden nu berekend volgens de kortste route onafhankelijk van de gebruikte spoorwegmaatschappij. De SS, NCS en NBDS hadden al gemeenschappelijke tarieven en abonnementen.

### Belangengemeenschap (1917–1937)
In 1917 ging de HSM meer samenwerken met de SS, NCS en NBDS, en werd de belangenmaatschap Nederlandse Spoorwegen opgericht. Dit mondde uit in een fusie en de oprichting van de N.V. Nederlandsche Spoorwegen op 2 augustus 1937. De exploitatie van de NCS werd in 1919 door de SS overgenomen. Het Nederlandse deel van de NBDS werd in 1926 genationaliseerd en door SS overgenomen. De aanleiding voor het samengaan was zowel economisch als ideologisch.
De economische aanleiding was dat Nederland door de Eerste Wereldoorlog ernstig verzwakt was. De spoorwegen leden verlies, maar hun maatschappelijk belang was zo groot dat de overheid ze niet failliet kon laten gaan. Samenwerking tussen de tot dan toe concurrerende spoorwegmaatschappijen bracht verbetering.
In ideologisch opzicht speelde dat staatsexploitatie door sommigen als wenselijk werd gezien. De vraag 'wel of geen staatsexploitatie' is gedurende de hele geschiedenis van de spoorwegen controversieel geweest. Als groot voorbeeld golden de Preußische Staatseisenbahnen. In Nederland zijn de voorstanders van staatsexploitatie minder sterk geweest dan in Duitsland, maar ze werden begin twintigste eeuw wel sterker. Zo ontstond het compromis van de belangengemeenschap dat twintig jaar stand heeft gehouden.
De activiteiten van HSM en SS werden volledig geïntegreerd, maar HSM en SS bleven als particulier bedrijf bestaan. De overheid bezat aandelen in beide bedrijven. Op het moment dat het slecht ging met de spoorwegen verschafte de overheid kapitaal door haar aandelenbelang in SS en HSM uit te breiden, waardoor het particulier aandelenbezit verwaterde.

### Nationaal spoorwegbedrijf (1938–1994)

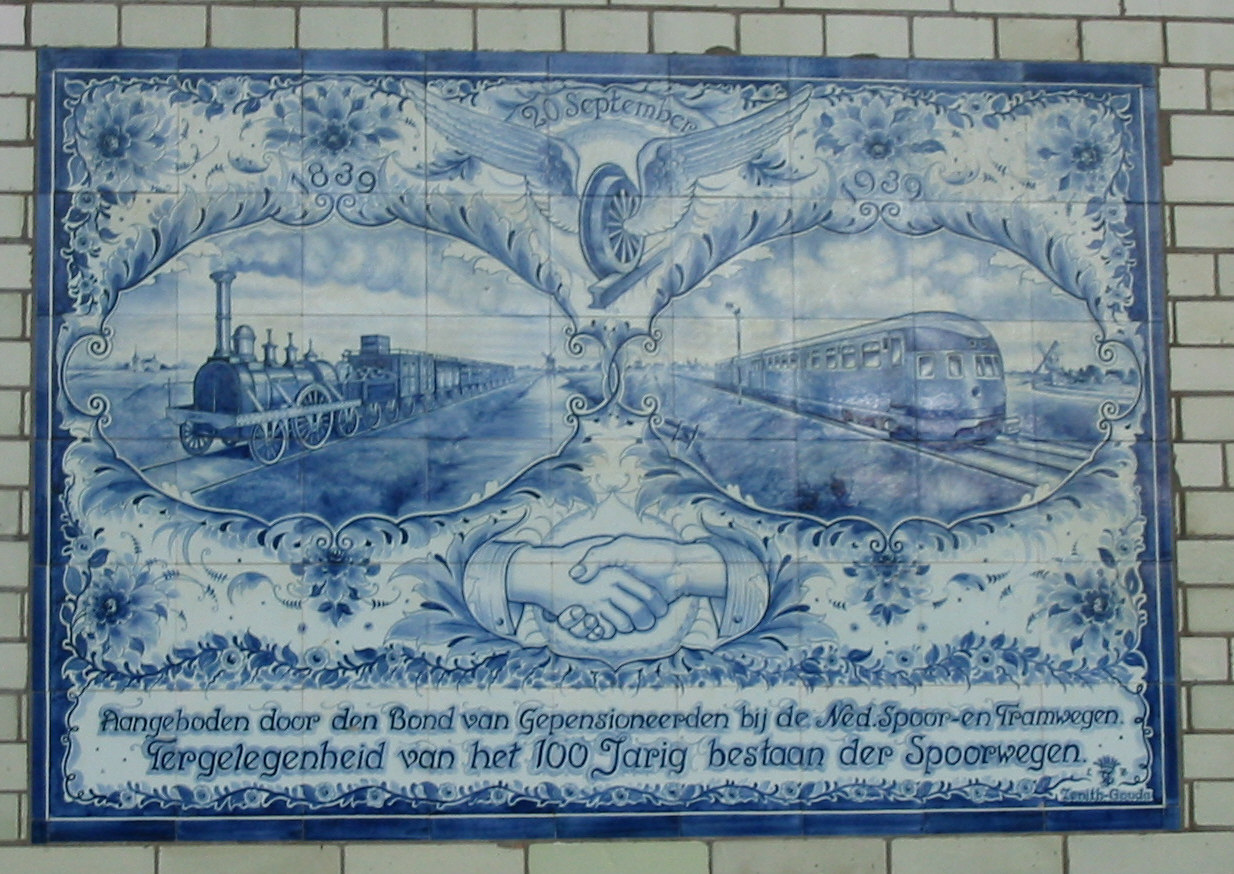
Tegeltableau op station Haarlem uit 1939 ter gelegenheid van 100 jaar spoorwegen in Nederland

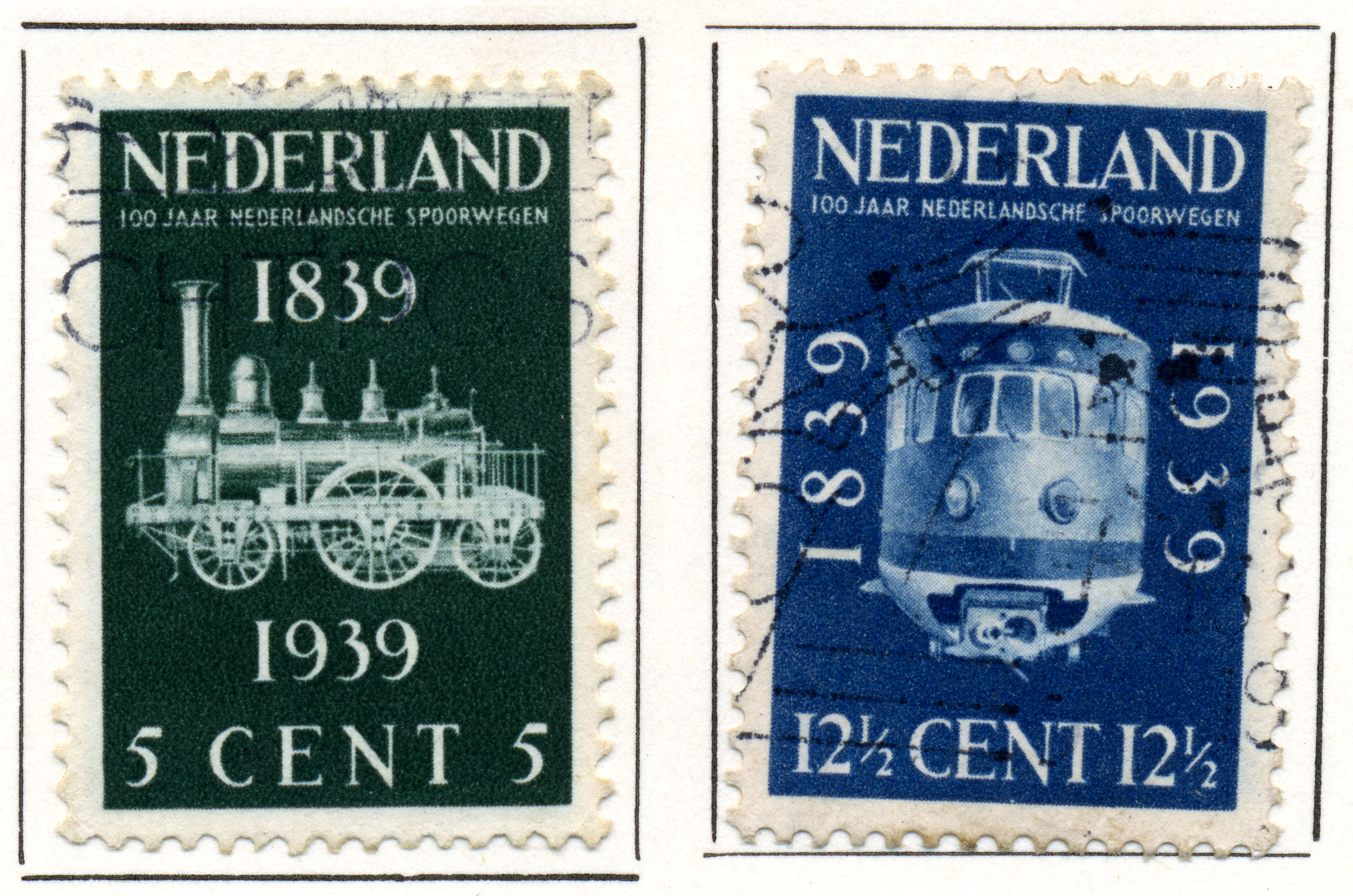
Postzegels uit 1939 ter gelegenheid van 100 jaar spoorwegen in Nederland

In 1938 vond een volledige fusie plaats tussen HSM en SS. De overheid kocht op dat moment de nog resterende particuliere aandelen op. De NS werd een naamloze vennootschap met de Staat der Nederlanden als enig aandeelhouder. Hiermee werd het een privaatrechtelijk bedrijf en geen staatsbedrijf. De NS werd daarmee een semi-overheidsbedrijf en de werknemers werden geen volledig ambtenaar, maar semi-overheidsambtenaar.

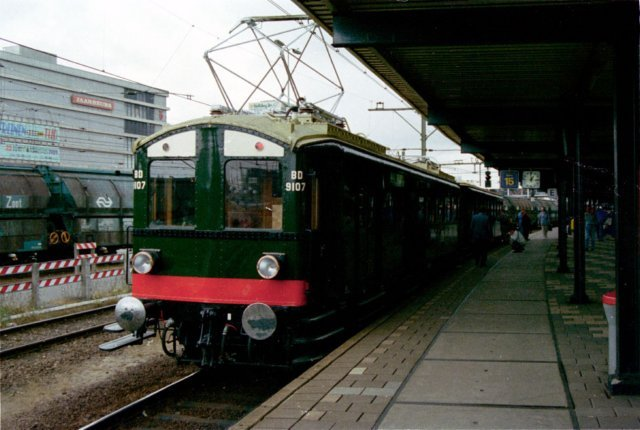
Blokkendoostrein gereed voor vertrek naar de thuisbasis: het Spoorwegmuseum

Ter gelegenheid van het 100-jarig bestaan van de spoorwegen in Nederland werd in de zomer van 1939 op het Frederiksplein in Amsterdam, op de plaats van het in 1929 afgebrande Paleis voor Volksvlijt, een spoorwegmanifestatie gehouden. Hierbij reed de in 1938 gebouwde replica van de 'De Arend' rondjes over het expositieterrein. Ook was er een nagebouwd Station d'Eenhonderd Roe uit 1839. Voorts was er een opstelling van diverse treintypen, waaronder een elektrisch treinstel, dat vanaf het Haarlemmermeerstation door de straten van Amsterdam naar de tentoonstelling was getransporteerd.
In de Tweede Wereldoorlog kon de NS voortbestaan als zelfstandig bedrijf. De prijs die men ervoor betaalde was dat aan alle wensen van de Duitse bezetter tegemoet werd gekomen. Zo werd door de NS het spoortraject naar kamp Westerbork aangelegd. Bijna honderdduizend Joden zijn met hulp van NS-personeel naar de kampen afgevoerd. In 1943 weigerde het NS-personeel, ondanks een dringende oproep van de stakers, zich aan te sluiten bij de april-meistaking tegen het afvoeren van oud-militairen in krijgsgevangenschap. Directeur Willem Hupkes beargumenteerde later dat de staking geen succes zou zijn geworden en dat er geen oproep was gedaan door de Nederlandse regering in Londen.
Toen die oproep een jaar later wel kwam, op 17 september 1944, vanwege de aanstaande Operatie Market Garden, de geallieerde opmars via Arnhem naar Duitsland, gingen de spoorwegen in de laatste oorlogswinter alsnog in staking. De NS onderhandelde hierover met de Nederlandse regering in ballingschap en wist te bereiken dat tijdens de staking alle lonen (inclusief Kerstgratificatie) doorbetaald zouden worden.
Juist in de laatste oorlogswinter is de meeste schade toegebracht aan de spoorwegen. Vrijwel al het rollend materieel werd ontvreemd naar Duitsland, rails werden opgebroken en bovenleidingen gesloopt omdat de Duitse industrie het staal nodig had als grondstof. Ten slotte werden cruciale bruggen vernield door alle partijen, was het niet om de opmars van de geallieerden tegen te houden, dan wel om transporten naar Duitsland te verhinderen.
De spoorwegen speelden een belangrijke rol in de wederopbouw. Ander vervoer ontbrak in het begin vrijwel, terwijl overal materiaal en personeel nodig was. De spoorwegen zelf hadden grote schade opgelopen tijdens de bezettingstijd en van een normale dienstregeling kon aanvankelijk nog geen sprake zijn. In het kader van de Marshallhulp werd met Amerikaanse steun de infrastructuur hersteld en gemoderniseerd, waarbij de handbediende wissels en spoorbomen bedienbaar op afstand werden gemaakt. Op Radio Herrijzend Nederland sprak de directeur Reizigersvervoer van de NS, P.Th. Posthumus Meyjes, de bevolking wekelijks toe over de vorderingen van het bedrijf ("De Spoorwegen spreken"). De rubriek is in de jaren vijftig nog voortgezet door de president-directeur Frans den Hollander, een even populaire als bekende Nederlander in die dagen.

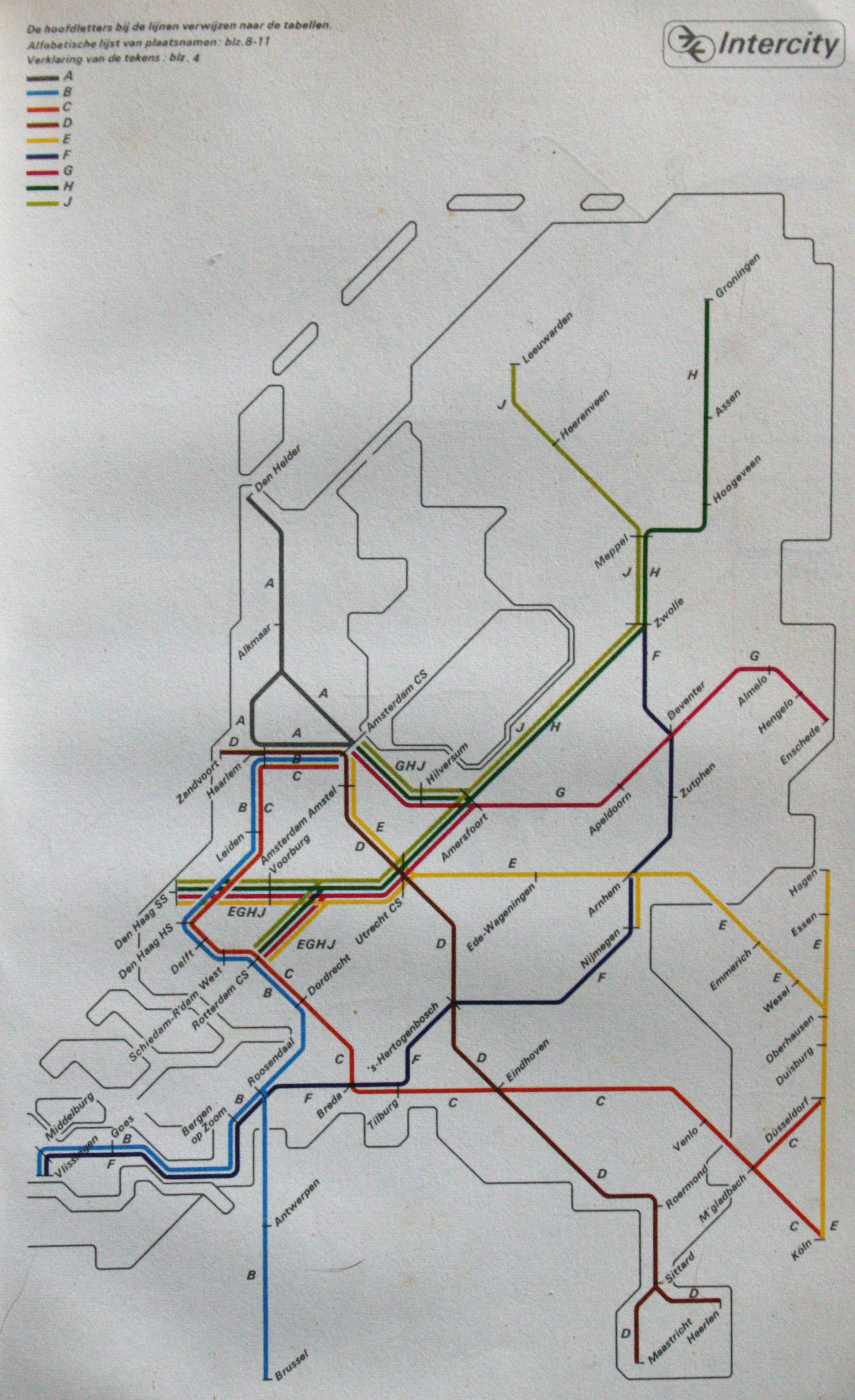
Het Intercity-netwerk van 1970, ingevoerd met Spoorslag '70.

In de jaren zestig verdwenen kolen in snel tempo als brandstof om plaats te maken voor aardgas. Voor NS betekende dit het wegvallen van grote hoeveelheden lucratieve kolentransporten vanuit Zuid-Limburg. Bovendien begon de concurrentie van de auto steeds meer voelbaar te worden. Het gevolg was dat NS vanaf 1963 steeds verder in de verliezen raakte, net als andere Europese spoorwegbedrijven.
Uiteindelijk heeft NS voor een offensieve strategie gekozen. Onder de naam 'Spoorslag '70' werd in 1970 een dienstregeling ingevoerd met een aanmerkelijke verhoging van het aantal treinen. Maar duidelijk was dat het bedrijf daarmee niet rendabel zou worden. De oplossing werd gevonden door te verklaren dat NS een 'maatschappelijke functie' had, wat een jaarlijkse subsidie van de overheid aan NS rechtvaardigde. Ondanks de formele zelfstandigheid betekende de forse subsidiestroom een uitbreiding van de overheidsinvloed op het beleid van NS.
Ter gelegenheid van het 150-jarig bestaan van de spoorwegen in Nederland werd in de zomer van 1989 aan de Jaarbeurszijde van Utrecht CS op een aantal weinig meer in gebruik zijnde laad- en lossporen een terrein afgebakend waar allerlei modern en oud spoorwegmaterieel uit binnen- en buitenland stond opgesteld. Van oud tot zeer nieuw en van 'particulier' eigendom tot materieel van de NS zelf. Deze manifestatie droeg de naam Treinen door de Tijd. In en om de Jaarbeurs zelf waren in meerdere hallen meerdere tentoonstellingen ingericht.

### Verzelfstandiging

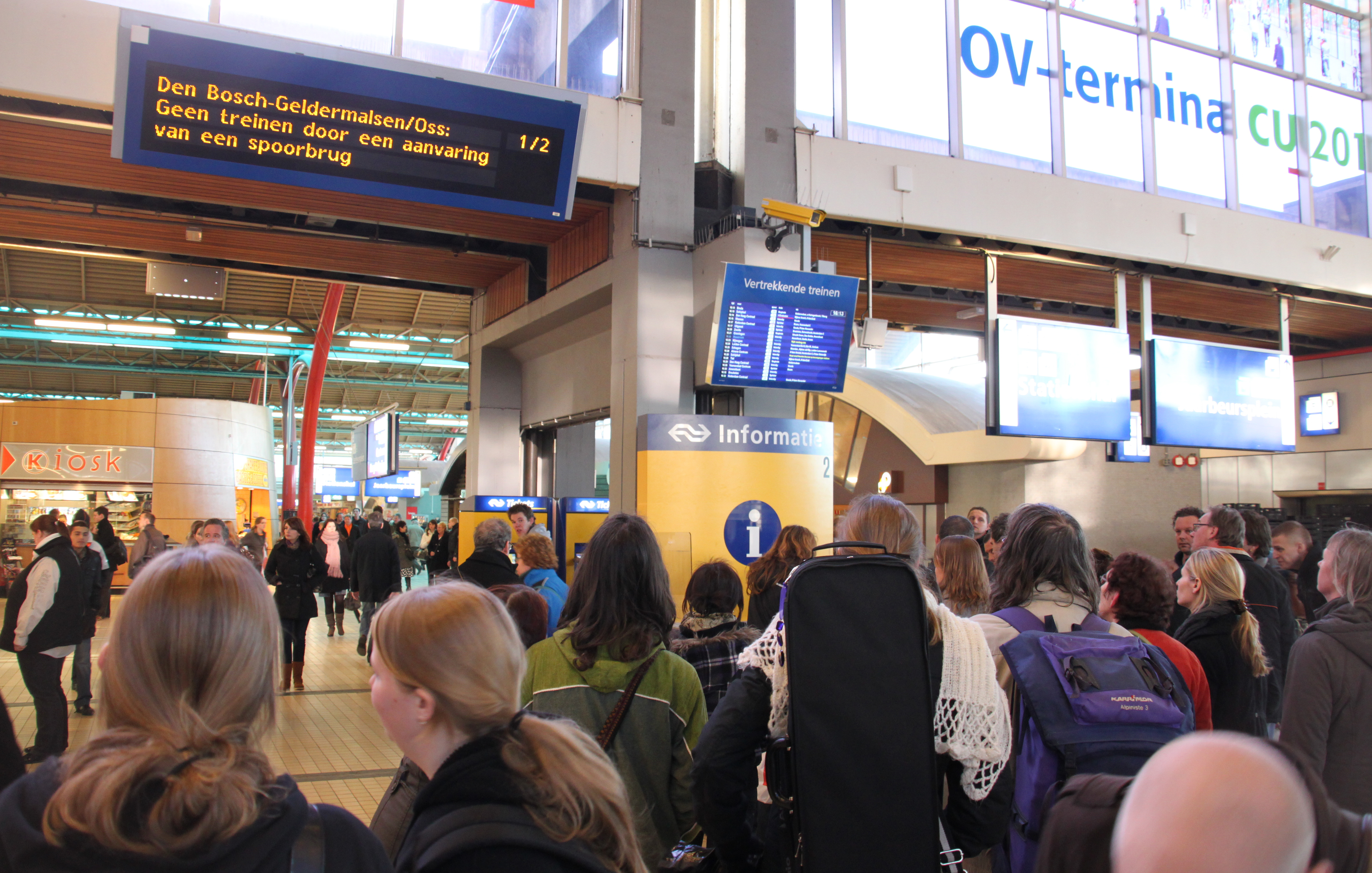
Informatieverstrekking bij verstoringen.

De Nederlandse Spoorwegen zijn nooit een volledig staatsbedrijf geweest. Daardoor heeft de NS veel meer vrijheid gehad, op financieel gebied en op de bedrijfsvoering, dan bijvoorbeeld de PTT of DSM die wel volledig onder de staat vielen. In maart 1993 besloot de Tweede Kamer om de NS te verzelfstandigen; aangezien NS al zelfstandig functioneerde werd eigenlijk alleen de relatie met de rijksoverheid herzien.
Van 1938 tot en met 1994 was NS de eigenaar en beheerder van de Nederlandse railinfrastructuur en exploitant van alle hierop uitgevoerde vervoerdiensten. In 1995 werd NS verzelfstandigd. Het verloor eigendom en beheer van de railinfrastructuur en het alleenrecht op vervoerdiensten per spoor. In 2002 is de infrastructuur formeel overgedragen aan het ministerie van Verkeer en Waterstaat.
Voornamelijk op financieel gebied veranderde veel. Alle subsidies werden afgebouwd en de structuur van het concern werd gewijzigd. De term verzelfstandiging is eigenlijk niet van toepassing op deze operatie die van 1994 in gang werd gezet, al wordt die in de media en politiek wel gebruikt. Feitelijk is het alleen een reorganisatie van het concern geweest, mede ingegeven door de Europese wetgeving voor de spoorwegen.
De belangrijkste activiteiten van NS op dit moment zijn reizigersvervoer per spoor en exploitatie van stations. NS is een naamloze vennootschap met als enig aandeelhouder de Nederlandse Staat. De aandelen worden sinds 1 januari 2005 beheerd door het ministerie van Financiën.
Begin jaren negentig begon bij de overheid onvrede te ontstaan over de jaarlijkse subsidies aan NS. Het beeld ontstond dat deze subsidies door de NS niet altijd efficiënt besteed werden. Vanaf begin jaren tachtig voerde de Rijksoverheid een strak bezuinigingsbeleid, waarbij alle subsidies tegen het licht zijn gehouden. Het paste niet meer bij het tijdsbeeld om voor een maatschappelijke functie een generieke, onbeperkte, subsidie toe te kennen.
Om hierin verandering te brengen werd een grootscheepse reorganisatie doorgevoerd, die ook wel als verzelfstandiging wordt aangeduid. NS was al een zelfstandige NV; de term 'verzelfstandiging' slaat hier niet zozeer op een verandering van rechtsvorm als wel op het intrekken van de generieke subsidies en het verminderen van de invloed van de overheid op het reilen en zeilen van NS.
Om de veranderingen te kunnen doorvoeren maakte de overheid gebruik van een tweetal omstandigheden. De eerste was dat de Europese Unie in 1991 richtlijn 91/440 had aangenomen die een scheiding van administratie voorschrijft tussen infrastructuur en exploitatie van de spoorwegen. De Nederlandse overheid nam dit op als een totale scheiding die twee instanties zou creëren. De tweede was dat in mei 1992 de toenmalig president-directeur Leo Ploeger met pensioen ging en de overheid de mogelijkheid had een nieuwe topman aan te stellen die de nieuwe lijn zou doorvoeren. Die nieuwe topman werd Rob den Besten, die daarvoor soortgelijke functies had bekleed bij Luchthaven Schiphol en de RET.

### Concessiehouder (Sinds 1995)

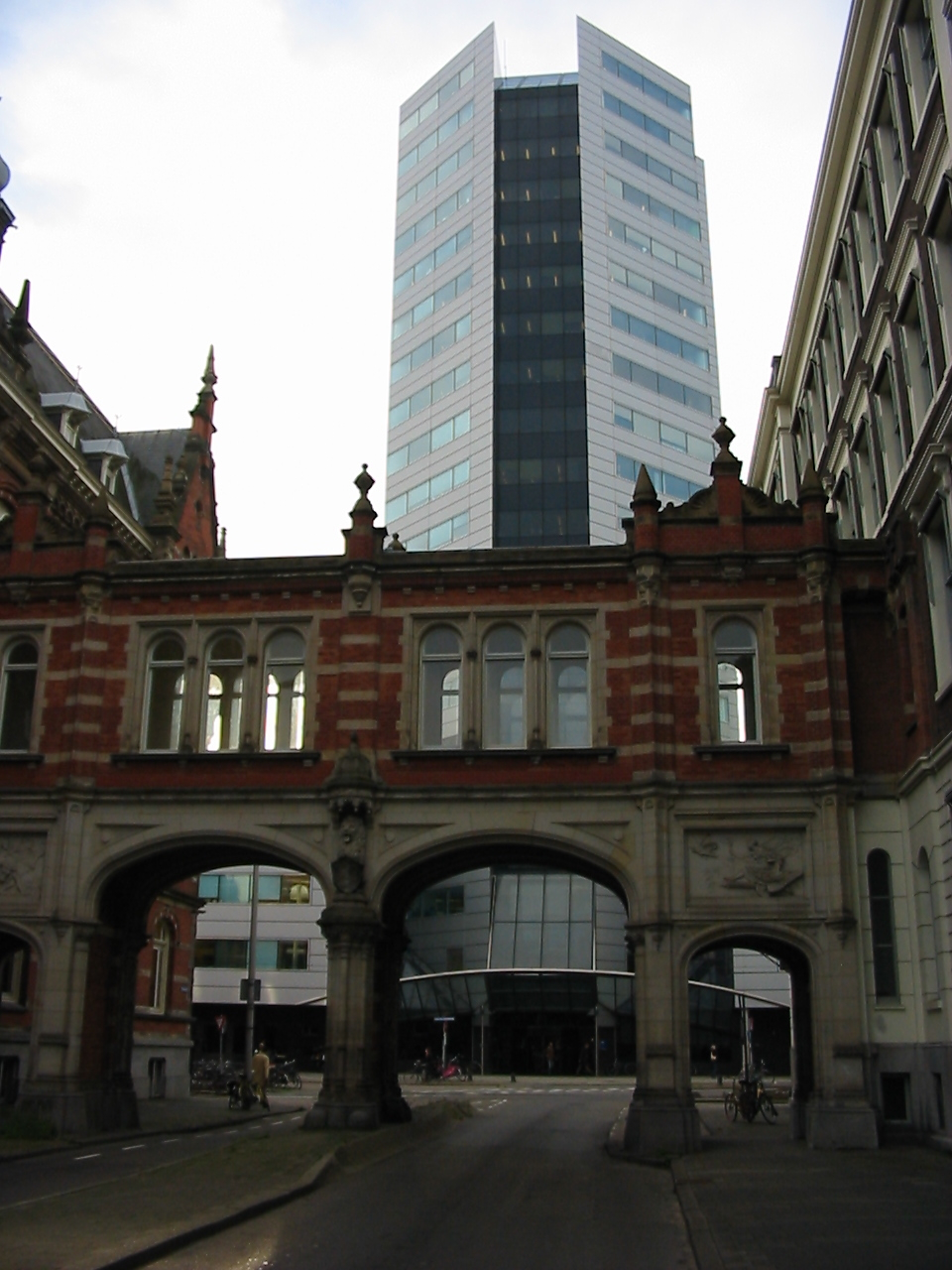
Hoofdgebouwen (HGB's) van NS te Utrecht: rechts (voormalige hoofdgebouw) HGB I, links (voormalig hoofdgebouw) HGB II, op de achtergrond HGB IV.

De nieuwe lijn werd dat de overheid verantwoordelijk zou blijven voor de spoorinfrastructuur, maar dat de exploitatie van vervoerdiensten op het spoor op commerciële basis moest gebeuren. Waar vervoerdiensten niet rendabel zijn, maar uit maatschappelijke overwegingen wel wenselijk, zou de overheid specifieke contracten met de vervoerder kunnen afsluiten. Hiervoor heeft McKinsey in 1994 in opdracht van het ministerie en van NS een onderzoek gehouden naar de verliezen per lijn (treinserie) en per route (traject). Hoewel de gevolgde onderzoeksmethode grofmazig was, de resultaten voor discussie vatbaar zijn, heeft dit onderzoek de basis gelegd voor de verdeling van het spoornet in een hoofdrailnet en overige lijnen, in rendabele en onrendabele lijnen, in lijnen die op korte en op lange termijn kunnen worden aanbesteed.
NS werd gesplitst in een 'taaksector' en een 'marktsector'. In de taaksector werden die onderdelen ondergebracht die gezien werden als overheidstaak (namelijk de infrastructuur), hier zou later ProRail uit voortkomen. In de marktsector werden de onderdelen ondergebracht die op bedrijfseconomische basis moesten opereren, deze bedrijfsonderdelen zouden bij NS blijven. Op 1 januari 1995 werd de nieuwe structuur formeel van kracht.

#### Routemanagement
Om commercieel te kunnen opereren wilde Rob den Besten NS opsplitsen in verschillende resultaatverantwoordelijke bedrijfseenheden. Hierbij werd gedacht aan het opsplitsen van het netwerk voor reizigersvervoer in kleinere deelnetwerken. De gedachte was dat deze kleinere eenheden dichter bij de markt zouden staan en beter op de wensen van de klant zouden inspelen. Dit plan leidde tot massaal verzet van de vakbonden. Het plan werd daarom afgezwakt, er kwam één bedrijfseenheid voor reizigersvervoer: 'NS Reizigers'. Maar binnen deze bedrijfseenheid werd de commerciële verantwoordelijkheid verder opgesplitst naar netwerken en routemanagers. De functie van Routemanager was tijdelijk. Zij kregen opdracht om de verliezen op hun routes te beperken, tegelijk het rijdend personeel meer te focussen op de klant en het 'treinproduct' aan te passen aan de wensen van de klant. De routemanagers kregen daadwerkelijk voor het zeggen wat er op een lijn gebeurde, maar waren hierbij afhankelijk van een centrale productieorganisatie.
Het was een ambivalente organisatie die volgens sommigen nooit goed gefunctioneerd heeft. De machtsstrijd binnen het bedrijf hield aan en leidde tot een situatie die totaal oncontroleerbaar was. De prestaties van het bedrijf gingen zienderogen achteruit, er ontstonden wilde stakingen en uiteindelijk zagen, eind 2001, de voltallige directie én raad van commissarissen zich genoodzaakt te vertrekken.

#### Restauratie van de oude orde
In 2002 werd Karel Noordzij als interim-directeur aangesteld met als opdracht de rust binnen het bedrijf te herstellen. Na zes maanden is hij opgevolgd door Aad Veenman. Feitelijk heeft dit ertoe geleid dat de organisatie van voor 1995 voor een groot deel hersteld is. Ook in politiek opzicht werd inmiddels anders tegen de spoorwegen aangekeken, naar aanleiding van de ervaringen na de volledige privatisering van de spoorwegen in Groot-Brittannië.
De oorspronkelijke gedachte was niet alleen dat vervoerdiensten op het spoor rendabel zouden kunnen zijn, maar dat hier concurrentie mogelijk zou zijn. Voor het goederenvervoer lijkt dat te kloppen. Voor het reizigersvervoer bleek dat tegen te vallen, waardoor de overheid zich gedwongen zag 'toch' als opdrachtgever voor de vervoerdiensten op te treden. De rijksoverheid heeft daarom een Hoofdrailnet gedefinieerd, dat als een nationaal belang gezien wordt. Hier treedt het Ministerie van Verkeer en Waterstaat op als opdrachtgever, bij andere spoorlijnen treden meestal decentrale overheden, zoals provincies, als opdrachtgever op. Het is de bedoeling dat de exploitatie van reizigersvervoer op alle spoorlijnen aanbesteed zal worden. NS mag tot 2025 als enige op het hoofdrailnet blijven rijden.

## Organisatie

### Directeuren
- 1917 - 1920: Jacob Adriaan van Kretschmar van Veen, W.F. van der Wijck, Jacob Adriaan Kalff
- 1920 - 1921: J.A. van Kretschmar van Veen,J.A. Kalff, H. van Manen
- 1921 - 1929: J.A. Kalff, mr. dr. H. van Manen
- 1929 - 1937: H. van Manen, E.C.W. van Dijk
- 1937 - 1938: H. van Manen

### President-directeuren
Sinds 1938 draagt de hoogste NS-functionaris de titel president-directeur.
- 1938 - 1940: Jan Goudriaan
- 1940 - 1944: Willem Hupkes (waarnemend)
- 1944 - 1945: Jan Goudriaan
- 1945 - 1947: Willem Hupkes
- 1947 - 1957: Frans den Hollander
- 1958 - 1967: J. Lohmann[3][4]
- 1968 - 1978: M.G. de Bruin[5]
- 1979 - 1992: Leo Ploeger[6][7]
- 1992 - 2000: Rob den Besten[8]
- 2000 - 2002: Hans Huisinga[9]
- 2002 - 2002: Karel Noordzij (ad interim)
- 2002 - 2008: Aad Veenman
- 2009 - 2013: Bert Meerstadt[10]
- 2013 - 5 juni 2015: Timo Huges
- 5 juni 2015: Engelhardt Robbe (CFO, ad interim)
- 1 augustus 2015: Roger van Boxtel (in eerste instantie ad interim en per 9 december 2016 op vaste basis)[11][12]
- 1 oktober 2020 - 30 juni 2022: Marjan Rintel[13]
- 1 juli 2022: Bert Groenewegen (CFO, ad interim)
- 1 november 2022: Wouter Koolmees

## Financiële resultaten
De NS geeft jaarlijks een jaarverslag uit. In 2024 waren de opbrengsten in totaal € 3,7 miljard. Vooral het vervoer levert een belangrijke bijdrage, de andere opbrengsten zijn afkomstig uit de exploitatie van de stations. De scherpe daling in 2022 ten opzichte van 2021 van de opbrengsten en werknemers werd mede veroorzaakt door het besluit de activiteiten buiten Nederland, voornamelijk Engeland en Duitsland, af te stoten. Het grote verlies in 2020 was met name coronapandemie gerelateerd. De werknemers zijn de belangrijkste kostenpost met een aandeel van bijna 46% in de totale kosten in 2024.
| Jaar | Totaal opbrengsten | Bedrijfs- resulaat | Netto- resultaat | Werknemers (gemiddeld in fte) |
| Jaar | (× € miljoen)      | (× € miljoen)      | (× € miljoen)    | Werknemers (gemiddeld in fte) |
| ---- | ------------------ | ------------------ | ---------------- | ----------------------------- |
| 2015 | 4793               | 167                | 118              |                               |
| 2016 | 5093               | 270                | 212              |                               |
| 2017 | 5121               | 57                 | 47               |                               |
| 2018 | 5926               | 195                | 116              | 33.327                        |
| 2019 | 6661               | 287                | 215              | 36.112                        |
| 2020 | 6601               | −2443              | −2481            | 36.715                        |
| 2021 | 6486               | 482                | 500              | 34.596                        |
| 2022 | 3341               | 391                | 586              | 29.082                        |
| 2023 | 3823               | −540               | −379             | 19.386                        |
| 2024 | 3702               | −148               | −141             | 20.526                        |

## Logo

NS-logo

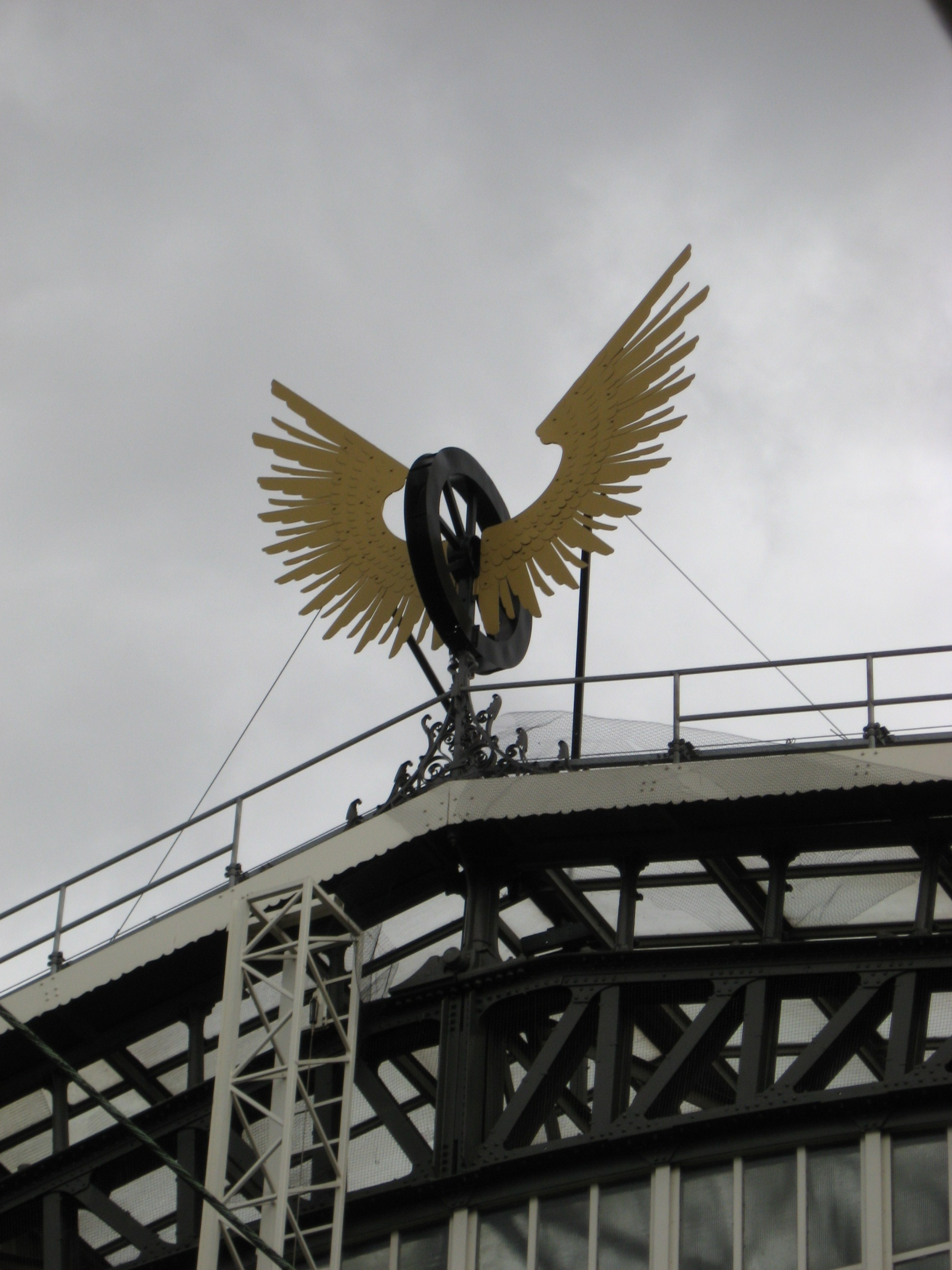
Voormalig logo van NS: een gevleugeld spoorwiel

Het in 1968 door Gert Dumbar en René van Raalte ontworpen logo van de NS symboliseert het heen en weer rijden van een trein over het spoor.
Voor die tijd was het logo een gevleugeld spoorwiel, dat in de loop der tijd steeds meer gestileerd werd.

## Materieel
De Nederlandse Spoorwegen rijden reizigerstreinen waarvan het overgrote deel bestaat uit elektrische treinstellen. Een klein deel van de treinen wordt gereden met een combinatie bestaande uit een elektrische locomotief met rijtuigen. De oudste dienstdoende treinen dateren uit 1987.
| Type                 | Afbeelding           | Aantal               | Bouwjaar             | Opmerkingen |
| Hogesnelheidstreinen | Hogesnelheidstreinen | Hogesnelheidstreinen | Hogesnelheidstreinen | Hogesnelheidstreinen |
| -------------------- | -------------------- | -------------------- | -------------------- | --- |
| Thalys PBKA          |                      | 17                   | 1996-1997            | 2 treinstellen in eigendom van NS, 7 in eigendom van NMBS, 2 in eigendom van DB en 6 in eigendom van SNCF. Sinds 1 oktober 2023 rijden alle Thalys treinen onder de naam Eurostar.                                                                                       |
| ICE 3M               |                      | 17                   | 1997-2000            | Buiten dienst, opgevolgd door ICE3NEO. |
| ICNG                 |                      | 99                   | 2020-                | Vervanging van het sandwichbedrijf met TRAXX en ICRmh, ICNG-NL voor binnenlands verkeer, ICNG-B (in de nieuwe NS-Flow kleurstelling) voor Belgisch grensoverschrijdend vervoer. Proeven bezig met ICNG-D voor inzet in Duitsland. Aangepast model Alstom Coradia Stream. |
| Intercity's          |                      |                      |                      | |
| ICRm                 |                      | 317                  | 1980-1988            | Rijdt als internationale trein naar Brussel en op de HSL als Intercity direct met 2 NS 186-locomotieven. Stuurstandrijtuigen niet in gebruik, rijden in sandwichbedrijf mee.                                                                                             |
| ICMm                 |                      | 144                  | 1983-1994            | Eerste seriebouw (ICM-1) buiten dienst, treinstel 4011 naar Het Spoorwegmuseum. |
| 1700-loc             |                      | 81                   | 1991-1994            | Buiten dienst. |
| DDZ                  |                      | 50                   | 1991-1998            | Verbouwd uit stoptreinmaterieel DD-AR. |
| VIRM                 |                      | 178                  | 1994-2009            | Ontstaan door het verlengen van DD-IRM materieel. |
| 186-loc              |                      | 49                   | 2008, 2014, 2016-    | Rijdt als internationale trein naar Brussel en op de HSL als Intercity direct met ICRm. Ook bekend als Bombardier TRAXX. |
| Sprinters            |                      |                      |                      | |
| SLT                  |                      | 131                  | 2007-2012            | |
| R-net FLIRT          |                      | 6                    | 2016                 | Rijdt tussen Gouda en Alphen aan den Rijn. |
| FLIRT (NSR)          |                      | 58                   | 2016                 | |
| SNG                  |                      | 206                  | 2017-2019            | |

## Huidige activiteiten
Aan NS is de concessie voor het hoofdrailnet 2025 - 2033 verleend, waarin de concessie voor de HSL-Zuid is geïntegreerd. Verbouwde binnenlandse treinen rijden ook op de Hogesnelheidslijnen. 

### Reizigersvervoer
De kernactiviteit van NS is van oudsher het reizigersvervoer per spoor. Sinds de verzelfstandiging is deze activiteit ondergebracht bij het bedrijfsonderdeel 'NS Reizigers BV' (NSR). Aan NS zijn naast de concessie voor het hoofdrailnet 2025-2033 concessies verleend voor een aantal gedecentraliseerde treindiensten. Maar NS beschikt niet meer over het alleenrecht voor reizigersvervoer per spoor. Gemiddeld vervoert NS zo'n 1,1 miljoen reizigers per dag verdeeld over 4.500 treinritten.
De treinen van NS gebruiken 1,4 TWh per jaar (een vermogen van gemiddeld 160 MW) aan elektriciteit wat neerkomt op 1% van het totale elektriciteitsverbruik in Nederland. Vanaf 2017 was dit 100% groene stroom volgens opgaven van NS zelf.

#### Binnenlandse hogesnelheidstreinen
De binnenlandse treindiensten over hogesnelheidslijnen worden uitgevoerd met treinmaterieel dat geschikt is voor een maximumsnelheid van 160 of 200 km/u en betreft de volgende trajecten:
- Intercity direct: Amersfoort Schothorst/Amsterdam Zuid – Schiphol Airport – HSL – Rotterdam Centraal – Breda (toeslag tussen Schiphol en Rotterdam)
- IC: Den Haag Centraal – Delft – Rotterdam – HSL – Breda – Tilburg – Eindhoven Centraal (geen toeslag)

#### Regionale NS-treinen
Er zijn enkele lijnen waar NS anno 2025 rijdt op verzoek van de betreffende provincie of stadsregio. Het gaat om de volgende trajecten:
- Gouda – Alphen aan den Rijn: na een aanbesteding door de Provincie Zuid-Holland rijdt NS sinds december 2016 de treindienst in een apart contract. Er wordt gereden met Flirt 3-treinstellen in de R-net huisstijl.
- Pendeldienst Utrecht Centraal – Utrecht Maliebaan ten behoeve van het Spoorwegmuseum.

#### NS International

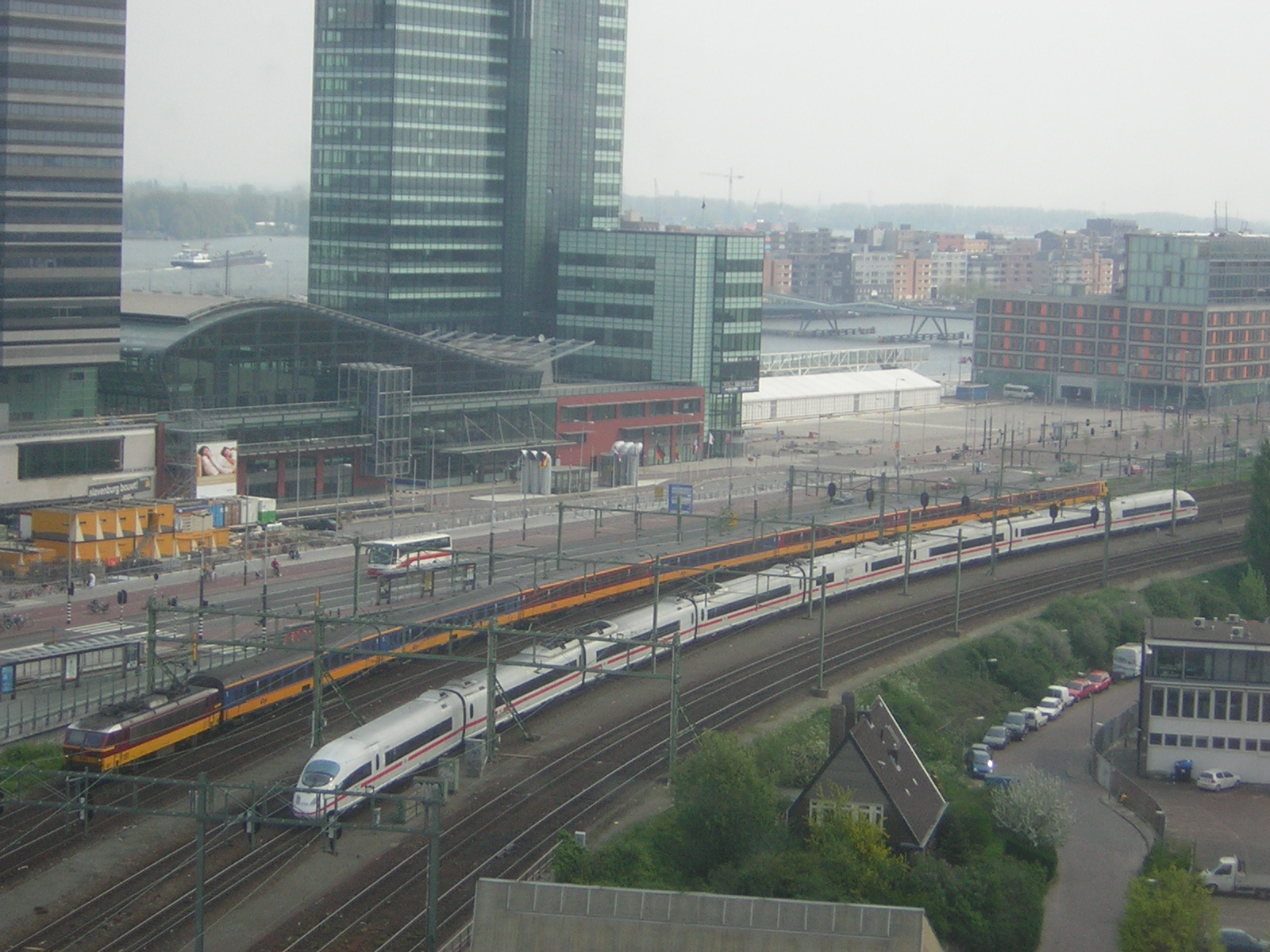
ICE en Beneluxtrein

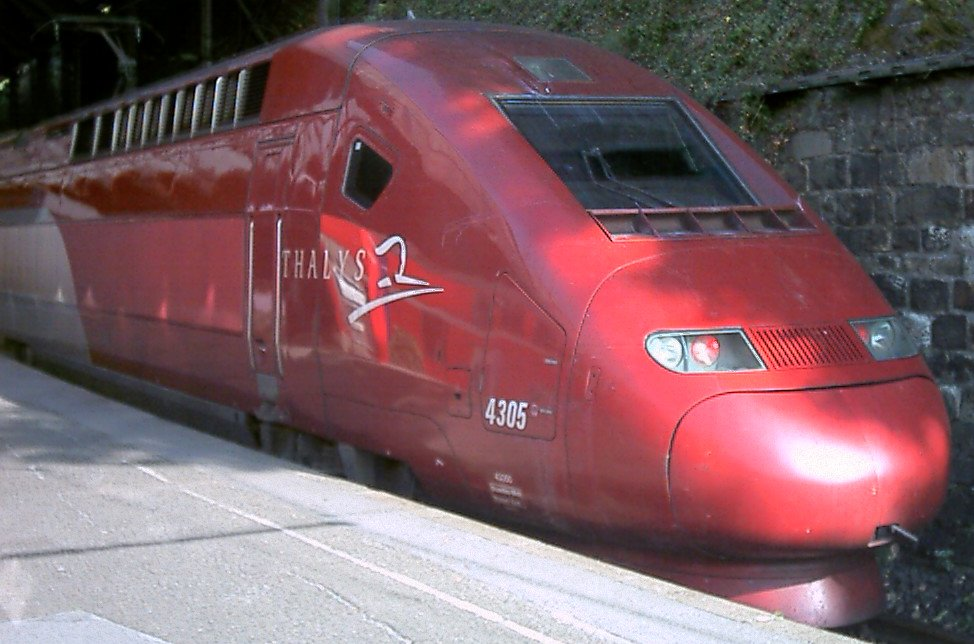
Thalys, hernoemd in Eurostar Red

Naast het binnenlands reizigersvervoer is NS actief in het internationale reizigersvervoer. Op meerdere verbindingen exploiteert NS samen met buitenlandse spoorvervoerders internationale treinen. Binnen NS vallen deze diensten onder het bedrijfsonderdeel NS International. Het gaat om de volgende lijnen:
- Diensten waarvan het binnenlandse deel valt onder de hoofdrailnet-concessie:
  - Eurocity Brussel - Rotterdam, samen met NMBS
  - Stoptrein Roosendaal - Antwerpen Centraal - Puurs (materieel en personeel wordt geleverd door de NMBS)
  - Drielandentrein Aachen Hbf - Heerlen - Maastricht - Liège-Guillemins, op het traject tussen Maastricht en Eijsden-grens valt deze verbinding onder de hoofdrailnet-concessie. Het materieel wordt geleverd door Arriva en het personeel wordt geleverd door de NMBS.
- Overige internationale treindiensten:
  - Eurocity Direct, Lelystad Centrum - Brussel-Zuid
  - Eurostar Amsterdam Centraal - London St. Pancras International
  - Eurostar Amsterdam Centraal – Paris Nord (voorheen bekend als Thalys)
  - ICE Amsterdam Centraal – Frankfurt (Main) Hbf / München Hbf
  - Intercity Amsterdam Centraal – Berlin Ostbahnhof

### Services

#### Vervoerbewijzen
- Eenmalige OV-chipkaart van papier. Verkrijgbaar via de kaartautomaten en servicebalies van de NS voor het totaalbedrag van de reis en een toeslag. De reiziger moet hiermee in- en uitchecken.
- E-ticket. Dit is verkrijgbaar via internet. De reiziger kan het zelf uitprinten. Poortjes kunnen worden geopend met de barcode op het E-ticket.
- Anonieme- of persoonlijke OV-chipkaart met saldo. Er wordt betaald door middel van in- en uitchecken. Het saldo kan ook gebruikt worden in bus, tram en metro.
- Persoonlijke OV-chipkaart met een abonnement. NS biedt diverse abonnementen aan, zoals OV Vrij, Dal Vrij en Altijd Vrij. Soms is saldo nog noodzakelijk. De treinabonnementen van de NS zijn geldig bij de regionale treinvervoerders in Nederland, zoals Arriva.
- Dal Voordeel: 40% korting in de daluren.
- Jongerendagkaart, op 1 juli 2025 afgeschaft en vervangen door gratis Dal Voordeel tot 17 jaar. Deze vervanging is echter ongunstig voor vele jongeren, namelijk degenen die af en toe een langere reis maken, maar niet zo vaak (te duur of geen behoefte) dat Dal Vrij in aanmerking komt.[19] Een Kamermeerderheid wil de Jongerendagkaart behouden.[20]
- pinpas, mobiele telefoon met betaalfunctie en creditcard; bij treinreizenː uitsluitend tweede klas en je betaalt het volle tarief.

Het op saldo reizen met de OV-chipkaart, tegen vol tarief, is een systeem dat NS gemeenschappelijk met vele andere vervoerders gebruikt. Bij de NS en enkele andere treinvervoerders wordt bovendien een gemeenschappelijk tarief gehanteerd. Steeds moet men per vervoerder in- en uitchecken.

#### Internet
In 2007 werd in een aantal rijtuigen van de serie ICR een proef gehouden met gratis draadloos internet door middel van een wifiverbinding die was gekoppeld aan het KPN Mobiel-netwerk. Deze proef werd snel beëindigd waarna medio 2010 begonnen werd met installatie van draadloos internet in het ICMm, verzorgd door T-Mobile Nederland. Sinds medio 2014 verzorgt NS het draadloos internet zelf onder de naam "Wifi in de trein", in aanloop naar een nieuwe aanbesteding waarbij voor stations zowel als treinen eenzelfde provider zal worden afgenomen. Met uitzondering van het ICR-materieel is in alle intercity-treinen gratis wifi beschikbaar. De geboden internetverbinding loopt via het 3G-netwerk. NS stapte na 2015 over op een 4G-netwerk.

### NS Stations
NS Stations is de eigenaar en exploitant van alle 398 spoorwegstations in Nederland. Doel van NS Stations is 'stationsgebieden tot leven te brengen' door het aanbieden van diensten en faciliteiten en het zorgen voor sociale veiligheid. Ook het beheer en schoonhouden van de stations is een kernactiviteit. NS Stations is in januari 2007 opgericht als NS Poort door het samenvoegen van de toenmalige bedrijfsonderdelen NS Stations, NS Vastgoed en een deel van NS Commercie. Met ingang van 1 februari 2012 werd de naam NS Poort veranderd in NS Stations.

#### Onderdelen
- NS Stations Retailbedrijf is het bedrijfsonderdeel dat horeca- en retailformules op de stations exploiteert. Hieronder vallen zowel in eigen beheer ontwikkelde formules als franchise-formules. Anno 2025 beheert het Retailbedrijf de formules AH to go, Kiosk, Julia's en Stationshuiskamer.
- OV-fiets biedt huurfietsen aan voor abonnementhouders en draagt zo bij aan het voor- en met name het natransport voor treinreizigers.
- NS Fiets richt zich op de stallingen en kluizen voor fietsen bij de stations.
- RailTV is een project van de NS en ProRail waarmee reizigers door middel van schermen met reclame en toeristische informatie beter over de stations verspreid worden. Het project loopt sinds 2013.

### Materieelonderhoud

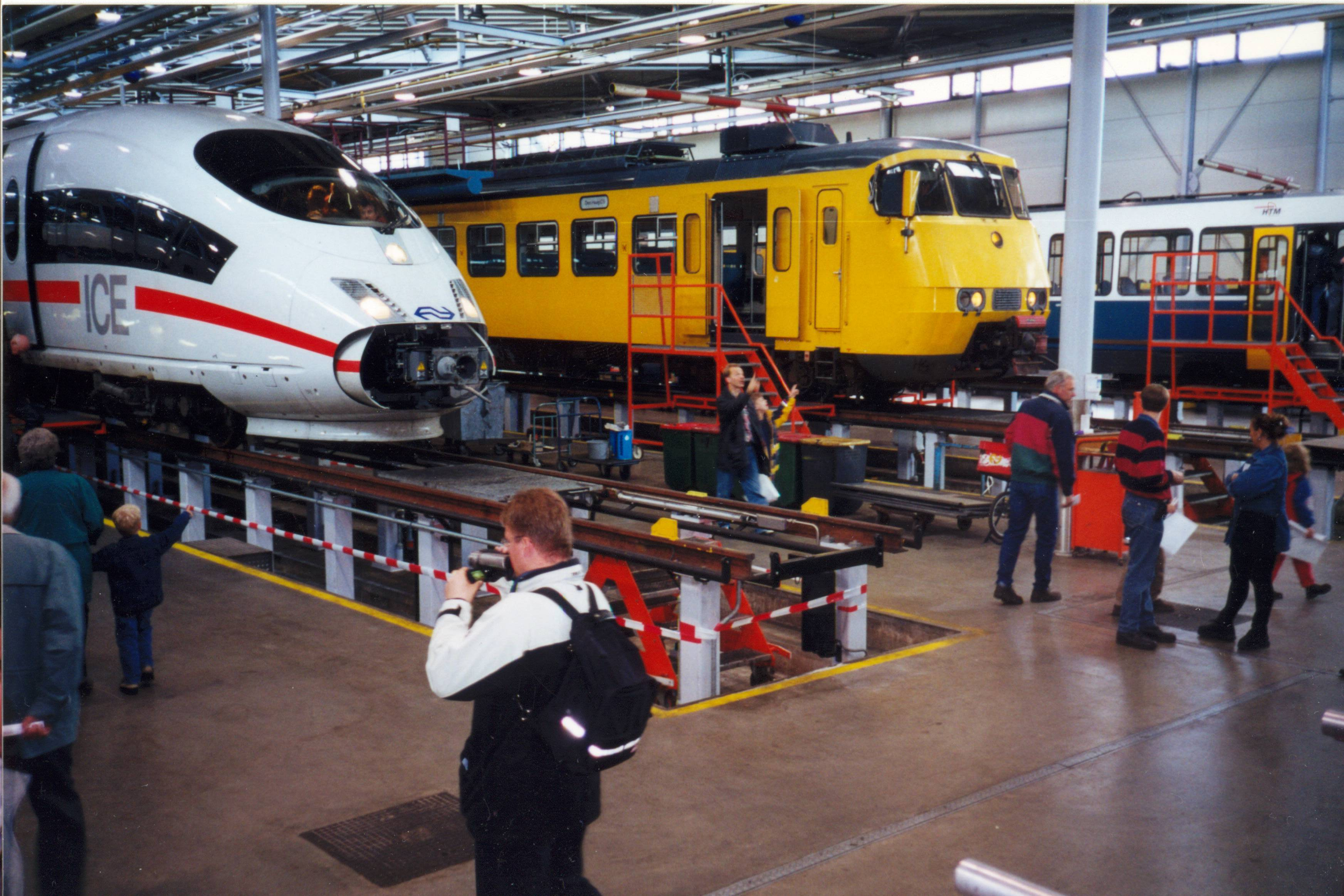
Onderhoudswerkplaats van NS Onderhoud & Service in Leidschendam.

NS Onderhoud & Service, tot 1999 NS Materieel, NedTrain tot 2016 is een onderhouds- en revisiebedrijf voor spoorwegmaterieel. NS Onderhoud & Service heeft tien vestigingen verspreid over Nederland en onderhoudt en reviseert niet alleen materieel van NS, maar ook van andere spoorwegondernemingen.

### Overige activiteiten
- NS Energy, een dochter van NS Vastgoed, richt zich op duurzame energie in stationsgebieden. Zo exploiteert het bedrijf bijvoorbeeld enkele warmte- en koudeopslaginstallaties.

- NS Lease is een Nederlandse lease-maatschappij die in juni 2013 is opgericht voor het vermogensbeheer van het rollend materieel van NS. Dit bedrijf wordt vanaf 2015 eigenaar van het grootste deel van het Nederlandse reizigersmaterieel.[24]
- NS Opleidingen is een bedrijf dat hoofdzakelijk spoorgerelateerde opleidingen aanbiedt.

## Voormalige activiteiten

### Bouw
Kort na de oprichting van NS in 1917 startte NS het Spoorwegbouwbedrijf. Aanleiding hiervoor was de bouw van het nieuwe hoofdkantoor: Hoofdgebouw III of "De Inktpot". Hieruit is aannemer Strukton voortgekomen.

### Goederenvervoer
NS verzorgde, net zoals haar voorgangers, het vervoer van goederen. Vanaf 1970 werden door het Rijk uitgebreide investeringen in de NS gedaan, zowel in de infrastructuur als in het personenvervoer. In eerste instantie profiteerden de goederenactiviteiten van die investeringen. Minister Neelie Smit-Kroes was, gezien de sobere economische omstandigheden, in het midden van de jaren tachtig genoodzaakt deze investeringen te verminderen. Na een grondig onderzoek in de NS organisatie bleek het goederenvervoer onvoldoende rendement op te leveren. NS zou zich voortaan meer toeleggen op het reizigersvervoer.
De verzelfstandiging van het NS-concern resulteerde na enige tijd in het afstoten van het goederenvervoer. Het bedrijfsonderdeel werd te klein geacht om zelfstandig een behoorlijk marktaandeel in het goederenvervoer per spoor te behalen. Per 1 januari 2000 is het bedrijfsonderdeel NS Cargo verkocht aan Railion.

### High Speed Alliance
Door de problemen met de V250, hoge infravergoedingen vastgelegd in het exploitatiecontract, en het feit dat veel reizigers niet bereid zijn de hoge toeslagen te betalen, dreigde het faillissement van High Speed Alliance (HSA, die de concessie van de HSL Zuid had en onder NS Hispeed viel, sinds 15 juni 2014 onder NS binnenland en NS International). Deze situatie was onhoudbaar en daarom zijn NS en ministerie van Infrastructuur en Milieu gaan onderhandelen. Na lange onderhandelingen met de minister van Infrastructuur en Milieu is in november 2011 overeengekomen dat NS vanaf 2015 een nieuw exploitatiecontract krijgt voor het hoofdrailnet. Hierbij worden de binnenlandse hogesnelheidstreinen (Intercity direct) en hogesnelheidslijn geïntegreerd met het hoofdrailnet. HSA is ontbonden en haar concessie is opgegaan in de nieuwe concessie van NS.

### Infrabeheer
Nadat in 1938 de N.V. Nederlandse Spoorwegen werd opgericht verviel bijna alle spoorweginfrastructuur van haar diverse voorgangers aan de Nederlandse Spoorwegen. De NS werd eigenaar en beheerder van bijna het volledige spoorwegnet van Nederland. Ook staatsspoorlijnen kwamen in handen van de NS. De overheid bleef de controle houden door 100% aandeelhouder te worden van de nieuwe N.V. Daardoor was NS geen staatsbedrijf geworden maar een semi-overheids N.V. Dit in tegenstelling tot PTT, dat een volledig staatsbedrijf bleef.
Vanaf de jaren zeventig werd er weer geïnvesteerd in uitbreiding van het spoorwegnet. Dit leidde tot de aanleg van de Zoetermeer Stadslijn, Schiphollijn (inclusief Westtak en Zuidtak van de Ringspoorbaan), Veenendaallijn en Flevolijn. Voorts kwamen er diverse spoorverdubbelingen, nieuwe stations, elektrificatie van regionale spoorlijnen, vrije kruisingen, fly-overs, spoortunnels en een flinke reductie van overwegen door aanleg van ongelijkvloerse kruisingen. Verder werden er veel vernieuwingen uitgevoerd met nieuwe seinen, wissels en technische installaties.
Voorts is NS bedenker van de HSL-Zuid, HSL-Oost en Zuiderzeelijn. NS is zelf geen voorstander geweest van de Betuweroute, maar werd hiervoor door het Rijk onder druk gezet. NS zag meer in het verbeteren van de oude Betuwelijn.
Rond 1995 werden de HSL-projecten van de NS afgenomen en overgedragen aan Rijkswaterstaat. Het nieuwe Betuweroute-project bleef bij de NS. Voor de verzelfstandiging was NS juist wel voorstander van de Zuiderzeelijn, omdat bij de bouw van de Flevolijn voorzien was dat het gedeelte Lelystad – Heerenveen – Groningen spoedig zou worden aangelegd.
In 1988 werd een ambitieus plan voorgesteld onder de naam Rail 21. NS had hiermee de bedoeling het railnet te verbouwen naar een van de modernste van Europa. Dit plan werd slechts gedeeltelijk uitgevoerd.
In 1995, bij de verzelfstandiging, ging het beheer over naar de taakorganisaties NS Railinfrabeheer, NS Verkeersleiding en Railned. Het eigendom bleef bij de N.V. Nederlandse Spoorwegen. Dit veranderde pas per 1 juli 2002 toen dit officieel overging naar het ministerie van Verkeer en Waterstaat, dat het later heeft ondergebracht bij NS Railinfratrust. De taakorganisaties werden toen ook definitief losgemaakt van de NS. Per 1 januari 2003 gingen zij definitief op in de railinfrabeheerder ProRail.

### Onderhoudsdienst
NS heeft eigen onderhoudsdiensten gehad: Dienst Weg en Werken, later NS Onderhoudsdiensten en later NS Railinfraservices genoemd. Tot 1998 droeg deze dienst de verantwoordelijkheid over verbouwingen en uitbreidingen aan het spoorwegennet. Verder had NS een dochtermaatschappij ElectroRail, die verantwoordelijk was voor alle bovenleidingen en de revisie van alle treinmotoren, seinen, wisselstellers en spoorbomen in Nederland.
NS had tot 2010 een eigen spoorwegaannemer, die onder de naam Strukton opereerde. Het onderhoud, verbouwingen en uitbreiding van het spoor valt sinds 1998 onder de verantwoordelijkheid van Strukton en de andere spoorwegaannemers. NS is sindsdien niet meer direct verantwoordelijk voor het onderhoud. Alle onderhoudsdiensten, Electrorail en een deel van Strukton zijn verkocht aan andere aannemers. Deze beleidswijziging is een gevolg van de verzelfstandiging van het NS Concern. Strukton zelf is in 2010 verkocht aan Oranjewoud.

### Ontwerpen
Tot de verzelfstandiging zorgde NS zelf voor het ontwerp van nieuw materieel, met uitzondering van locomotieven, en voor het ontwerp van nieuwe of te verbouwen emplacementen en baanvakken.
In de jaren veertig, vijftig en zestig werden locomotieven ontworpen door NS in samenwerking met de fabrikant. In de jaren zeventig is men hiervan afgestapt in verband met kostenbesparing, opgelegd door het ministerie van Verkeer en Waterstaat. Sindsdien wordt een keuze gemaakt uit wat de industrie te bieden heeft.
Verder ontwierp de NS stations, spoorlijnen, spoortunnels, viaducten, bovenleidingsystemen, werkplaatsen, fly-overs, verkeersleidingsposten, wasinstallaties, opstelterreinen en rangeerterreinen.
NS had tot 1995 twee eigen ingenieursbureaus, namelijk haar eigen dienst NS Ingenieursbureau in Utrecht en Articon te Amersfoort, een zelfstandig bedrijf waar de NS 100 % aandeelhouder was. In 1995 is het eigen bureau verzelfstandigd in Holland Railconsult. Articon werd in 1998 verkocht aan Arcadis. In 2000 heeft de NS definitief afstand gedaan van het aandelenpakket van Holland Railconsult, waarvan de activiteiten sinds 2006 worden uitgevoerd onder de naam Movares.

### Busvervoer

#### ATO- en NS-busdiensten

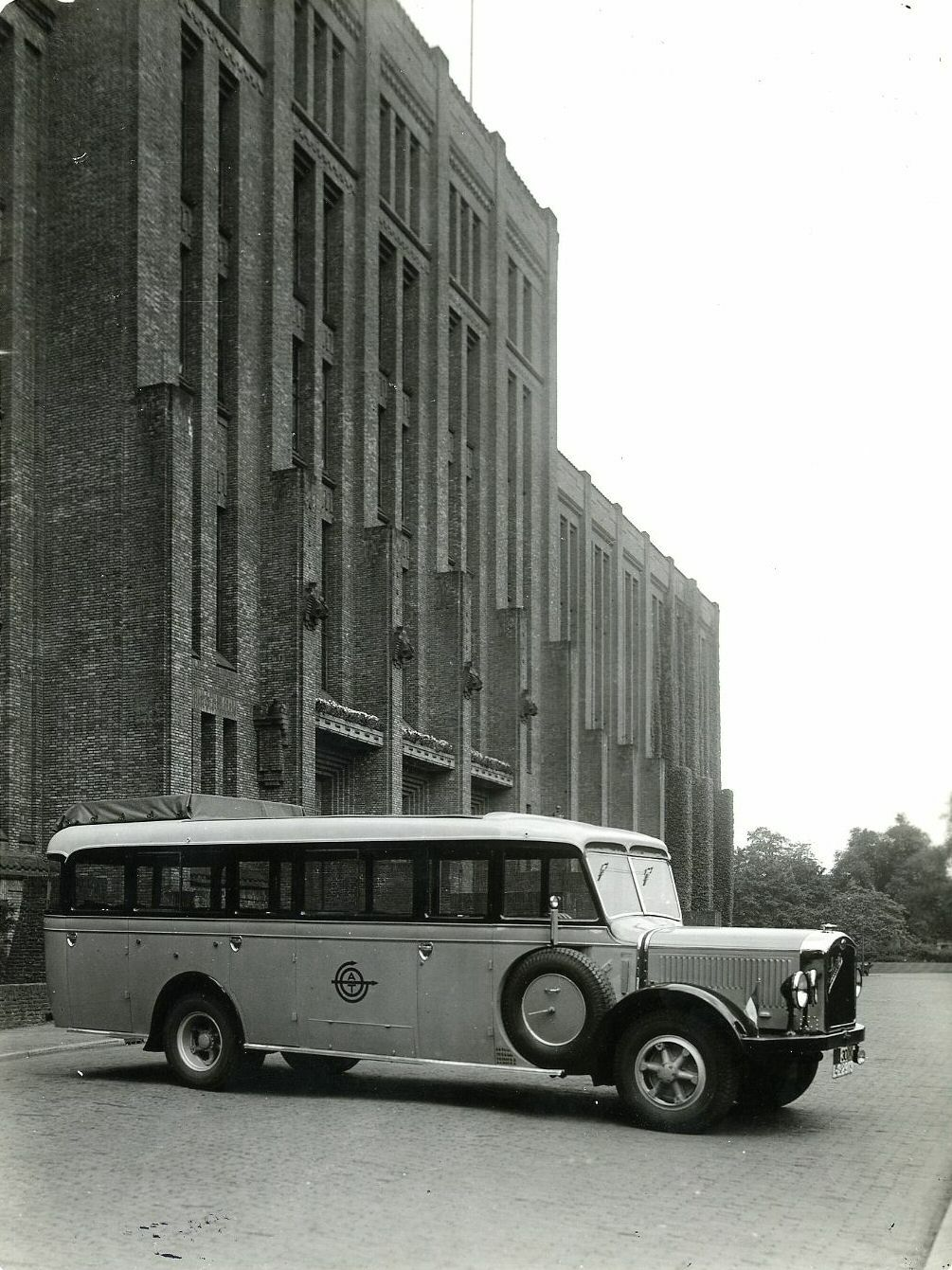
ATO-bus te Utrecht bij het NS-Hoofdadministratiegebouw III.

In 1927 richtte de NS de dochteronderneming N.V. Algemeene Transport Onderneming (ATO) op, die particuliere busbedrijven ging opkopen om zo de ongebreidelde opkomst in te dammen van de nog nieuwe autobus, die het vervoer per trein hevig beconcurreerde. De ATO heeft zelf buslijnen geëxploiteerd, met als meest bekende en succesvolle de langeafstandslijn van Alkmaar naar Leeuwarden over de Afsluitdijk van 1933 tot 1940. Zij verwierf een slechte naam door de hardhandige middelen die zij toepaste bij het tegengaan van particuliere concurrentie.
De grootste slag sloeg de ATO in 1938 door de overname van het Groninger busbedrijf GADO, voor een bedrag waartegen de eigenaars geen nee konden zeggen. Sindsdien gold de ATO als een grote bedreiging voor het particuliere ondernemerschap. In de gelederen van zelfstandige busbedrijven, verenigd in de Nederlandsche Bond van Autobusdienstondernemers, werd deze verkoop als een vorm van verraad gezien, maar het was onderdeel van een trend waarbij meer ondernemers zwichtten voor de goed betalende NS.
Vanwege de ongunstige reputatie verkoos de NS na 1945 de ATO te laten verdwijnen uit het streekbusvervoer en daarin zelf aandelen te nemen. Het ATO-logo was voortaan alleen nog te zien bij stukgoedbezorger Van Gend & Loos, die ook tot het NS-concern behoorde.
Tijdelijk exploiteerde de NS in de eerste jaren na de Tweede Wereldoorlog zelf busdiensten, deels als vervangers voor de trein op trajecten waar de spoorbaan nog niet volledig was hersteld, en deels wegens kolenschaarste in de vroege jaren vijftig.

#### Streekvervoerdochters

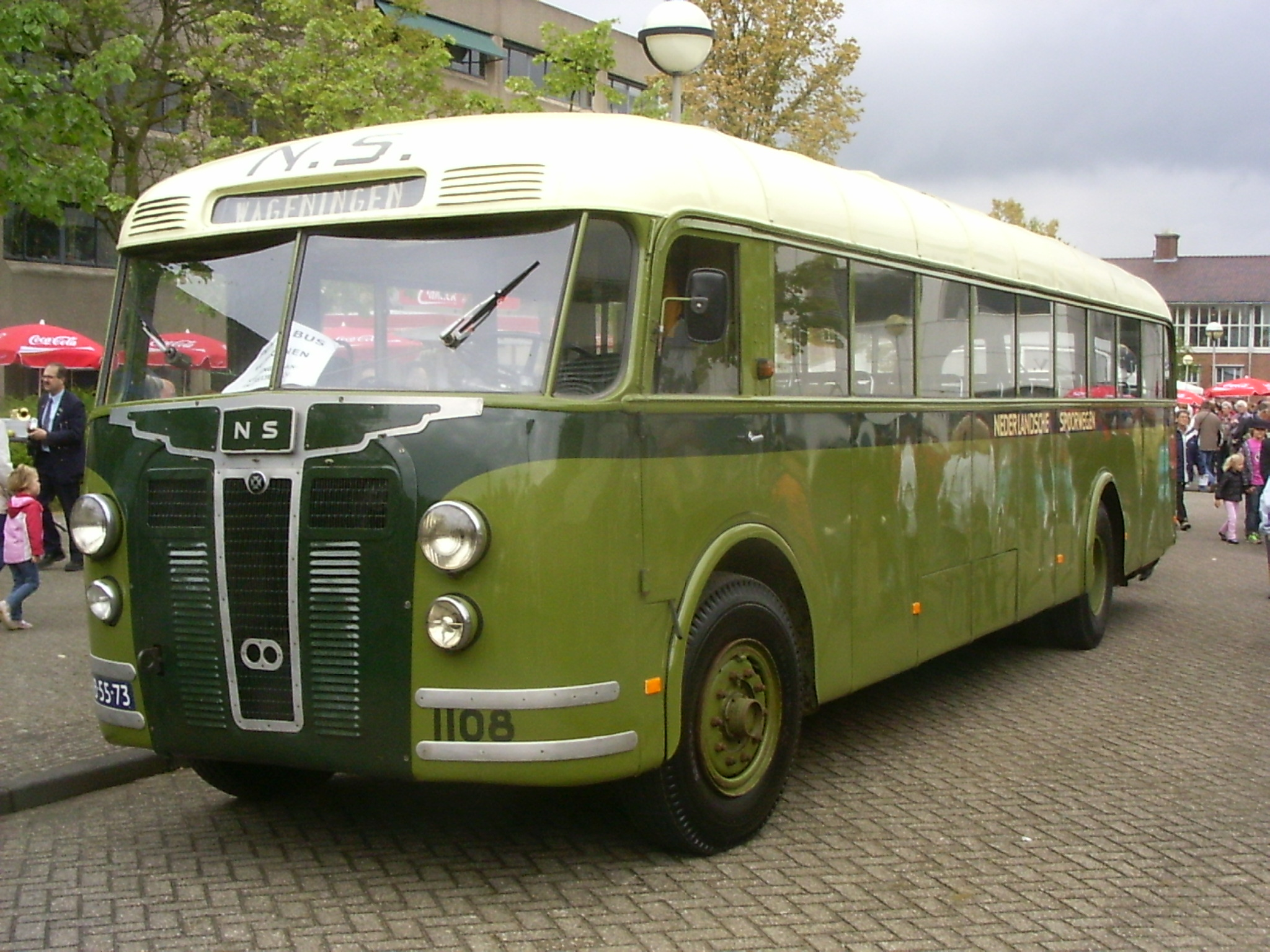
Een van de Crossleybussen waarmee de NS na de bevrijding het openbaar busvervoer weer op weg hielp.

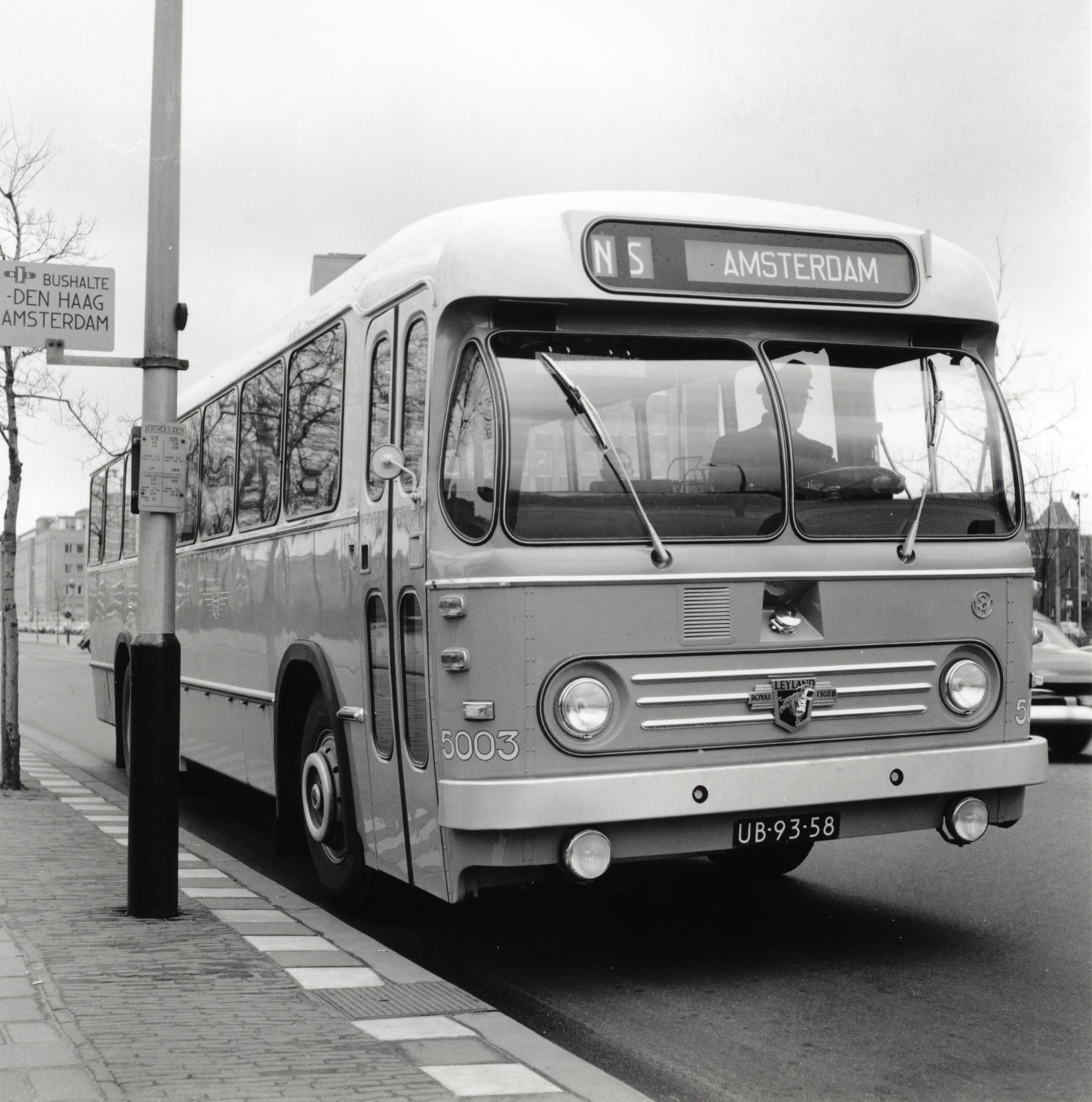
Leyland-Werkspoor standaardmodel streekbus van spoordochter NZH op de NS-busdienst (Amsterdam-Den Haag).

Al ver voordat in 1983 de busholding Verenigd Streekvervoer Nederland (VSN) werd opgericht, had NS een groot deel van het openbaar vervoer per bus in handen. Voor een deel ging het om voormalige trambedrijven die al voor de oorlog in NS-handen waren geweest. De NS en voorgangers hebben ook in eigen beheer interlokale tramlijnen geëxploiteerd, zoals de tramlijn Ede - Wageningen, de tramlijn Gouda - Schoonhoven en de lijnen van Alkmaar naar Egmond en Bergen aan Zee. De bouw- en exploitatiekosten van een tramlijn zijn aanzienlijk lager dan die van een spoorlijn. Goederenwagens en soms ook lichte reizigerstreinen van het hoofdspoor konden op een aantal tramlijnen doorrijden. Andersom maakten trams ook gebruik van het hoofdspoornet, bijvoorbeeld die van de NTM in Friesland.
Toen deze lijnen, waarop stoomtrams (soms ook motortrams) of elektrische trams reden, toe waren aan modernisering, waren de inzichten veranderd. Tijdens de crisis van de jaren 1930 en de wederopbouwperiode na de bevrijding zag men geen toekomst meer voor interlokale tramlijnen. Daartussenin, tijdens de bezettingsjaren, was er een opleving van een beperkt aantal tramlijnen bij gebrek aan brandstof voor autobussen, maar dat had geen structurele betekenis. Voorzichtige plannen van NZH en NBM om na de oorlog enkele goedlopende elektrische tramlijnen te moderniseren, werden door moederbedrijf NS onder leiding van F.Q. den Hollander van tafel geveegd. Men gaf de voorkeur aan de flexibiliteit van de bus boven de aanwezigheid van vrije trambanen. In 1961 werd de NZH-lijn Leiden - Den Haag opgeheven als laatste interlokale tramlijn van een dochteronderneming van de NS.
NS bezat in de jaren vijftig en zestig vrijwel alle aandelen van de zogenoemde "spoordochters", de streekvervoerbedrijven NZHVM (kortweg NZH), NACO, Citosa, GADO, NOF, Salland, VAD, Flevodienst, SW, WSM, Velox en Zuidooster (na fusie van MBS met Vitesse), en een meerderheidsbelang in NBM (90%), EDS (75%) en NTM (90%). Ook had NS een belangrijk minderheidsaandeel in DVM (40% na fusie DABO met EDS), SBM (42%), NHADO (50%) en LTM (20%), alsook het KLM Autobusbedrijf (50%) dat tot aan de komst van de Schipholspoorlijn busverbindingen met Schiphol en Zestienhoven verzorgde. In veel middelgrote en kleine steden werden ook de stadsbusdiensten door spoordochters onderhouden, bijvoorbeeld in Apeldoorn (VAD), Delft (WSM), Haarlem en Leiden (NZH), Hilversum (NBM) en Leeuwarden (NTM). Sommige ondernemingen hadden naast de lijndiensten een omvangrijk reisbureau- en touringcarbedrijf, met name NBM (ook deelnemer in Europabus), WSM en Zuidooster.
De NS heeft haar belangen en invloed in het streekvervoer opgebouwd om haar belangen veilig te stellen. Het streekvervoer werd beschouwd als een verlengstuk van het spoornet, waardoor bijna elke locatie in Nederland bereikbaar was. Particuliere busondernemers hadden vaak de ambitie om met de trein te concurreren over de langere afstand. Bij de verlening en periodieke verlenging van concessies aan particuliere streekvervoerders diende de NS vaak bezwaarschriften in. Dit om te bewerkstelligen dat de lijnenloop en frequenties bij verbindingen die parallel liepen met spoorlijnen, in de eerste plaats gericht waren op tussenvervoer, omdat het eindpuntenvervoer per trein behoorde te geschieden. Uiteraard vroegen de eigen dochterondernemingen geen concessies aan die in strijd waren met dit uitgangspunt van het moederbedrijf.
Toch heeft de NS van 1953 tot 1981 de NS-busdienst (Amsterdam-Den Haag) geëxploiteerd, die de zuidelijke wijken van Amsterdam verbond met de zuidwestelijke wijken van Den Haag op een snellere wijze dan met de Oude Lijn. Materieel en personeel hiervoor werden geleverd door de dochteronderneming NZH. Het leverde protest op van particuliere busondernemers, aan wie vergunningen voor dergelijke sneldiensten waren onthouden ter bescherming van het spoorvervoer. Bij de komst van de Schipholspoorlijn kwam de buslijn na bijna dertig jaar te vervallen.
Het bedrijfsbeleid van de spoordochters in het streekvervoer werd centraal aangestuurd door de NS-afdeling Vervoerscöordinatie. Directieleden van de NS hadden sleutelposities in de raden van commissarissen, al hadden ook lokale en regionale bestuurders daarin zitting. De bedrijven waren niet vrij in de keuzes voor de bussen waarmee zij wilden rijden. Voor de aankoop en verdeling van materieel bestond een inkoopcommissie die orders plaatste volgens voorgeschreven specificaties bij een selecte groep chassisbouwers (AEC, Leyland, Scania-Vabis, DAF) en carrosseriefabrieken (Werkspoor, Verheul, Hainje, Den Oudsten). De eerste grote stap naar standaardisatie was al gezet aan het eind van de oorlog, toen de NS voor de wederopbouw van het openbaarvervoernet 250 trekkers voor opleggerbussen en 925 autobuschassis' had besteld bij de Britse fabriek Crossley. Het groot onderhoud aan de bussen van alle dochterondernemingen werd verzorgd door het Centraal Autoherstel Bedrijf (CAB) te Utrecht. Deze onderneming, zelf ook een spoordochter, was de voortzetting van de centrale werkplaats van de ATO.
Het jaar 1963 vormde het hoogtepunt van de groei in het naoorlogse streekvervoer, maar later in de jaren zestig begon de winstgevendheid van de busbedrijven sterk terug te lopen door toenemende concurrentie van de auto en stijgende personeelskosten. De landelijke overheid was na lange aarzeling bereid subsidies te verlenen aan het openbaar vervoer, maar dat betekende wel dat een centraal beleid wenselijk werd geacht, te bepalen door het semioverheidsbedrijf NS. Bovendien moesten commercieel getinte bedrijfsactiviteiten, zoals reisbureaus en touringcarafdelingen, worden afgestoten of ondergebracht in aparte besloten vennootschappen die buiten de overheidsfinanciering bleven.

#### Expansie en terugtrekking
Als gevolg van deze ontwikkelingen geraakte de expansie van de NS-bussector in de jaren zeventig in een stroomversnelling. NS nam de aandelen over van nog meer streekvervoerders, waarvan RTM (al in 1964), M & K, GTW en de participanten in TP de grootste waren. Door fusies en overnames ontstonden zeer grote, door 'Utrecht' gecontroleerde vervoerondernemingen. Naast NZH, GADO, DVM, VAD en Zuidooster, die onder die namen bleven bestaan, waren dat Westnederland, CN, ZWN, FRAM, GSM en VSL. Deze bedrijven breidden zich door vele overnames in de jaren zeventig en tachtig steeds verder uit. De kleinere zelfstandige vervoerders verdwenen een voor een en van de grotere wist alleen semioverheidsbedrijf BBA buiten de NS-invloedssfeer te blijven.
Hiermee had de NS vrijwel het monopolie verkregen, niet alleen op het spoorwegnet, maar ook in het openbaar vervoer over de weg. Uiteindelijk groeide bij politiek en overheid het inzicht dat de NS zich moest terugtrekken uit deze branche en dat het busvervoer een zelfstandiger positie zou moeten krijgen ten opzichte van het spoor. Daarom is in 1983 de bussector losgeweekt van de N.V. Nederlandse Spoorwegen. De aandelen gingen over naar de NV Aandelenbezit Streekvervoer (ABS), die ze in 1989 inbracht in Verenigd Streekvervoer Nederland (VSN). Deze holding, met een marktaandeel van 98% in het streekvervoer per bus in 1998, werd in dat jaar om juridische redenen gesplitst. De NS stond hier geheel buiten.

#### Busvervoer 21e eeuw
In de 21e eeuw nam NS, na een langdurige afzijdigheid sinds 1983, toch weer deel in het Nederlandse bus- en tramvervoer. Het bedrijf nam 49% van de aandelen van het in 2008 opgerichte Qbuzz, dat in het openbaar vervoer per bus een snelle groei doormaakte, en breidde dat in 2013 uit tot 100%. Van een centraal geleide NS-vervoerspolitiek - zoals die ten aanzien van de busbedrijven in de jaren 1945-1983 bestond - kon geen sprake meer zijn doordat de verantwoordelijkheid voor de openbare aanbestedingen en concessies in het Nederlandse openbaar vervoer sinds 2001 ligt bij de regionale OV-autoriteiten.
Vanaf de oprichting in 1999 tot aan de zomer van 2012 bezat NS 50% van de aandelen van Syntus, dat naast spoorwegvervoer ook streekvervoerdiensten verzorgt. Sinds dit belang werd afgestoten is de andere aandeelhouder Keolis voor 100% eigenaar van Syntus. Qbuzz exploiteerde onder de naam HTMbuzz sinds eind 2012 het busvervoer in de regio Haaglanden gezamenlijk met HTM Personenvervoer (HTM), waarvan NS vervolgens in 2013 voor 49% eigenaar werd.
De terugkeer naar stads- en streekvervoer duurde niet lang. In juli 2016 werd bekendgemaakt dat NS de aandelen van zowel Qbuzz als HTM zou afstoten. Sindsdien heeft het bedrijf geen bemoeienis meer met busdiensten en concentreert het zich weer op de kerntaak: het exploiteren van het hoofdspoorwegnet.

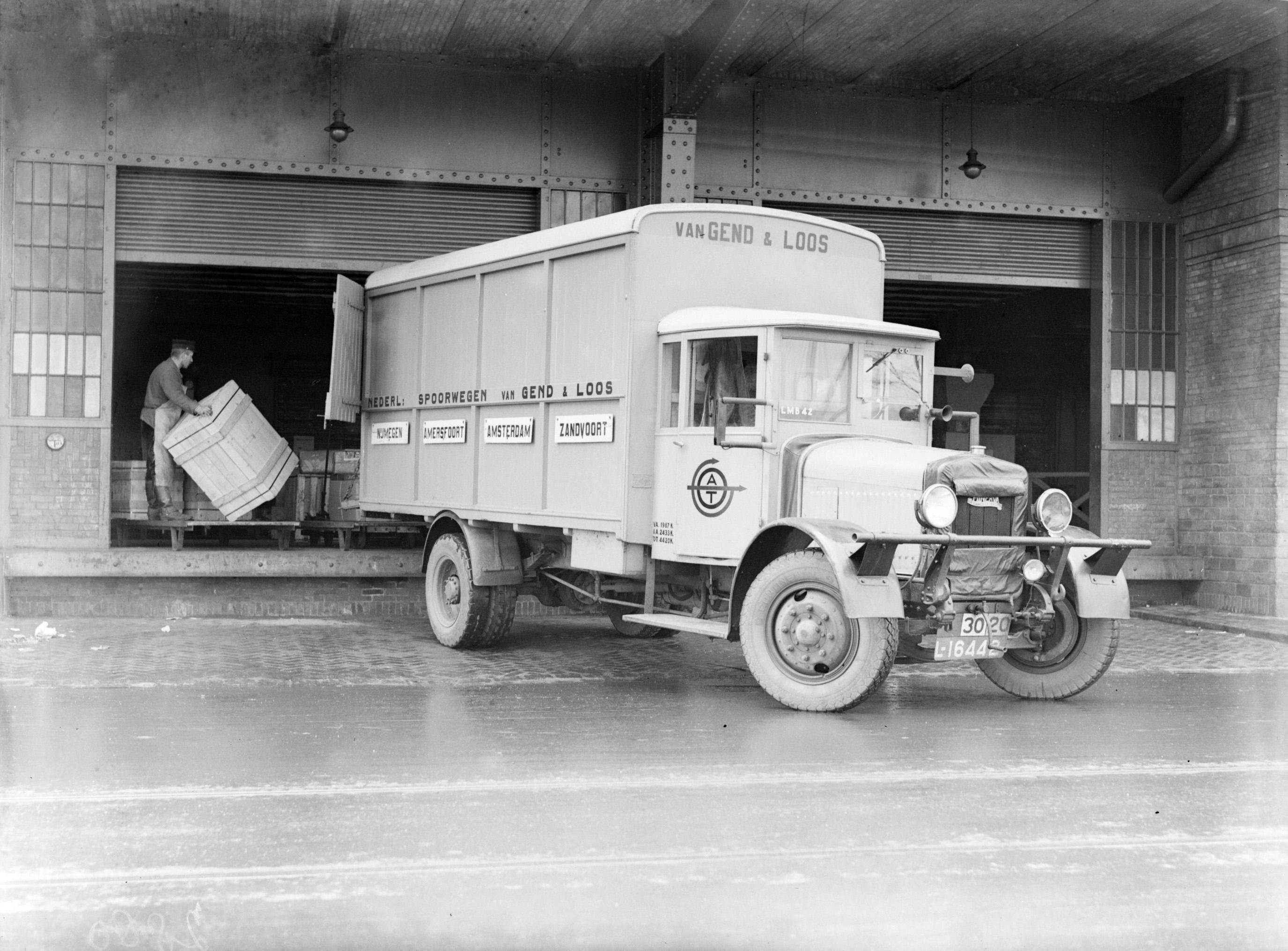
Minerva-vrachtauto van NEDERL. SPOORWEGEN - van GEND & LOOS op Amsterdam CS, 1933. Op de cabinedeur het ATO-logo.

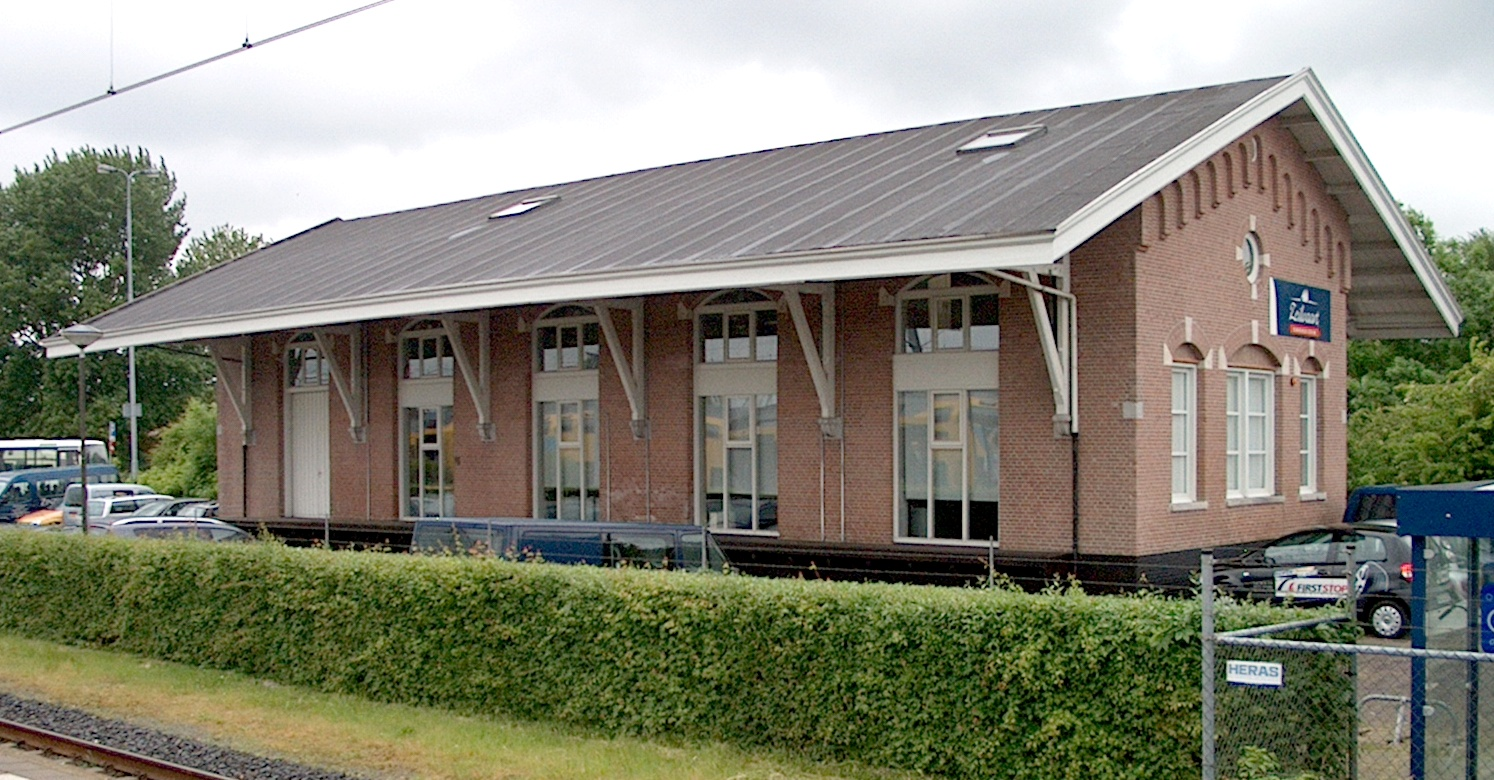
Voormalige Van Gend & Loos-loods bij station Enkhuizen.

### Stukgoedvervoer
Het stukgoedvervoer over de weg werd verzorgd met Van Gend & Loos, vanaf 1928 eigendom van NS-dochter ATO en na de Tweede Wereldoorlog tot 1986 een rechtstreekse spoordochter. De NS verzorgde het vervoer van speciale stukgoedtreinen tussen speciaal gebouwde overslagloodsen en Van Gend & Loos verzorgde het ophalen en bezorgen van de colli bij de klant. Nedlloyd nam per 1 januari 1986 de activiteiten van Van Gend & Loos over. Het bedrijf is later opgegaan in DHL.

### Abellio
Abellio (voorheen NedRailways) was een dochterbedrijf dat onder andere in Duitsland, Tsjechië, Engeland en Schotland spoor- en busconcessies in beheer heeft gehad. In 2023 werden de laatste activiteiten in het buitenland overgedragen aan andere vervoerders.

### Spoorwegpolitie
Van 1919 tot 2000 had NS een eigen politiedienst met opsporingsbevoegdheid, de Spoorwegpolitie. In 2000 is deze als Dienst Spoorwegpolitie opgegaan in het korps landelijke politiediensten en vervolgens in 2013 in de Dienst Infrastructuur van de Landelijke Eenheid van de Nationale Politie.
Conducteurs zijn toezichthouders. Medewerkers Veiligheid & Service zijn boa's met geweldsbevoegdheid en handboeien. V&S-medewerkers hebben de politietaak ten aanzien van overlast in de treinen, stations en de omgeving hiervan. Tevens zorgen V&S-medewerkers voor de sociale veiligheid voor collega's en reizigers (zie boa's in domein IV).

### Overige activiteiten
- NPC (voorheen NS ProjectConsult) verricht projectmanagement en geeft organisatieadvies aan zowel NS onderdelen als aan externe partijen in Nederland en het buitenland. NPC is begin 2009 verkocht aan advies- en ingenieursbureau DHV.
- NS Financial Services Company is een Ierse lease-maatschappij die begin 1999 is opgericht voor het vermogensbeheer van het rollend materieel van NS. Dit bedrijf bezit een groot deel van het Nederlandse reizigersmaterieel. Het bedrijf verhuurt het materieel aan NS, NS International, Arriva, Connexxion, DB Cargo, Keolis Nederland en Veolia Transport Limburg. Na Kamervragen in 2012 hierover is in 2015 minister Dijsselbloem van Financiën met de NS-directie overeengekomen dat deze constructie wordt afgebouwd.[27] Volgens plan moet in 2024 90 procent van het materieel overgeschreven zijn naar NS Lease.
- NS Lease is een Nederlandse lease-maatschappij die in juni 2013 is opgericht voor het vermogensbeheer van het rollend materieel van NS. Dit bedrijf wordt vanaf 2015 eigenaar van het grootste deel van het Nederlandse reizigersmaterieel.[24]
- Passenger Terminal Amsterdam (PTA) is een bedrijf vlak bij station Amsterdam Centraal waar cruiseschepen ontvangen worden en evenementen georganiseerd worden. NS Stations was tot eind 2015 samen met het Havenbedrijf Amsterdam eigenaar van PTA. Aan het einde van 2015 zijn alle aandelen verkocht aan het Havenbedrijf Amsterdam.
- NS Spooraansluitingen was tot 1 juli 2015 het bedrijf dat particuliere spooraansluitingen beheerde. Deze dienst is overgenomen door Strukton Rail Short Line bv.

## Overig

### Archieven
In Het Utrechts Archief kan men de archieven van nagenoeg alle Nederlandse spoorwegmaatschappijen raadplegen. In totaal beheert Het Utrechts Archief ongeveer 1.600 meter archiefmateriaal van de spoorwegen. De grootste maatschappijen zijn:
- Hollandsche IJzeren Spoorweg-Maatschappij (HSM) (1837-1937)
- Nederlandsche Rhijnspoorweg-Maatschappij (NRS) (1845-1890)
- Nederlandsche Centraal-Spoorweg-Maatschappij (NCS) (1860-1934)
- Maatschappij tot Exploitatie van Staatsspoorwegen (SS) (1863-1937)
- Nederlandse Spoorwegen (NS) (vanaf 1938)